# Леннон, Джон
Джон Уи́нстон О́но Ле́ннон (англ. John Winston Ono Lennon; имя при рождении — Джон Уи́нстон Ле́ннон; 9 октября 1940, Ливерпуль, Великобритания — 8 декабря 1980, Нью-Йорк, США) — британский рок-музыкант, певец, поэт, композитор, художник, писатель и активист, добившийся всемирной известности как основатель, соавтор, вокалист и ритм-гитарист группы The Beatles. Леннон отличался бунтарским характером и язвительным остроумием, что выражалось в его музыке, картинах, фильмах, а также письмах и интервью. Один из самых популярных музыкантов XX века, его творческий дуэт с Полом Маккартни остаётся самым успешным в истории поп-культуры. Оказал влияние на мировоззрение нескольких поколений слушателей.
Леннон с юношества увлекался музыкой. В 1956 году он сформировал скиффл-группу The Quarrymen, которая в 1960 году преобразовалась в The Beatles. Получив прозвище «умный битл», изначально именно он был лидером группы, однако с годами эта роль перешла к Маккартни. На протяжении всей своей карьеры Леннон экспериментировал с различными видами творчества, снялся в многочисленных фильмах, в том числе «Как я выиграл войну», а также написал «Пишу как пишется» и «Испалец в колесе», сборники рассказов в духе чёрного и абсурдистского юмора с иллюстрациями автора. Начиная с «All You Need Is Love», его песни стали популярны среди участников антивоенного движения и в контркультурной среде. В 1969 году он основал группу Plastic Ono Band со своей второй женой, японской авангардной художницей Йоко Оно, провёл двухнедельную антивоенную «постельную акцию» и ушёл из The Beatles, чтобы заняться сольной карьерой.
Между 1968 и 1972 годами Леннон вместе с Оно реализовал ряд проектов, включая трилогию авангардных альбомов, несколько кинокартин, а также выпустил дебютную сольную пластинку John Lennon / Plastic Ono Band и ряд успешных синглов: «Give Peace a Chance», «Instant Karma!», «Happy Xmas (War Is Over)» и «Imagine». После переезда в Нью-Йорк в 1971 году критика Ленноном войны во Вьетнаме привела к тому, что администрация президента Ричарда Никсона в течение трёх лет пыталась депортировать музыканта. Следующие два года, с 1973-го по 1975-й, были названы Ленноном «потерянным уикэндом», в этот период он расстался с Оно, занимался творчеством и сотрудничал со своими друзьями, в частности, спродюсировал альбом Гарри Нилсона Pussy Cats. Записанные им синглы с Элтоном Джоном («Whatever Gets You thru the Night») и Дэвидом Боуи («Fame») возглавили национальный американский хит-парад. После пятилетнего перерыва Леннон вернулся к музыке с альбомом Double Fantasy, записанным вместе с Оно. Музыкант был застрелен бывшим фанатом The Beatles Марком Чепменом через три недели после релиза пластинки.
Как исполнитель, автор или соавтор Леннон имеет 25 синглов, возглавлявших чарт Billboard Hot 100. Его самый успешный альбом, Double Fantasy, был отмечен премией «Грэмми» в категории «Альбом года». В 1982 году музыкант получил премию Brit Awards за выдающийся вклад в музыку. В 2002 году Леннон занял восьмое место в общенациональном опросе телеканала BBC «100 величайших британцев». Редакция журнала Rolling Stone поставила его на пятое место среди величайших вокалистов всех времён и на 38-е в аналогичном рейтинге величайших артистов. Он был введён в Зал славы авторов песен (в 1997 году) и в Зал славы рок-н-ролла (дважды — как участник The Beatles в 1988 году и как сольный исполнитель в 1994 году). Кроме музыкальной деятельности, Леннон был известен как политический активист. Свои взгляды он высказывал как в песнях, так и в публичных выступлениях. В знаменитой песне «Imagine» выражены мысли Леннона о том, как должен быть устроен мир. Он проповедовал идеи равенства и братства людей, мира, свободы, что сделало его кумиром хиппи и одним из самых значительных общественных деятелей 1960-х — 1970-х годов.

## Биография

### Детство и юность: 1940—1957

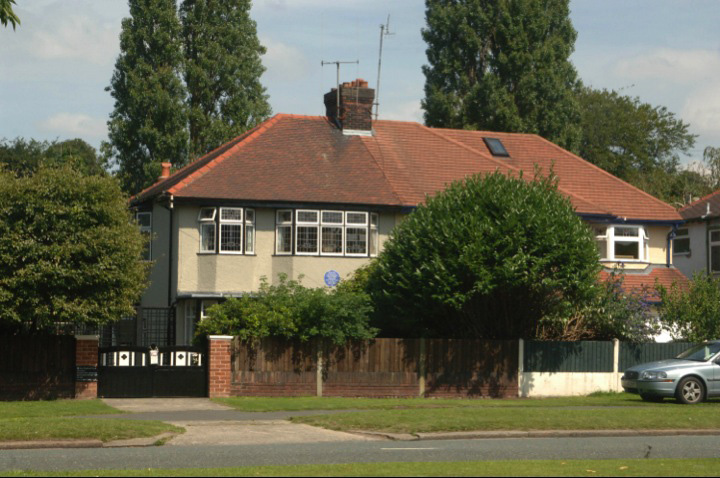
Дом, в котором Джон провёл детство в Ливерпуле

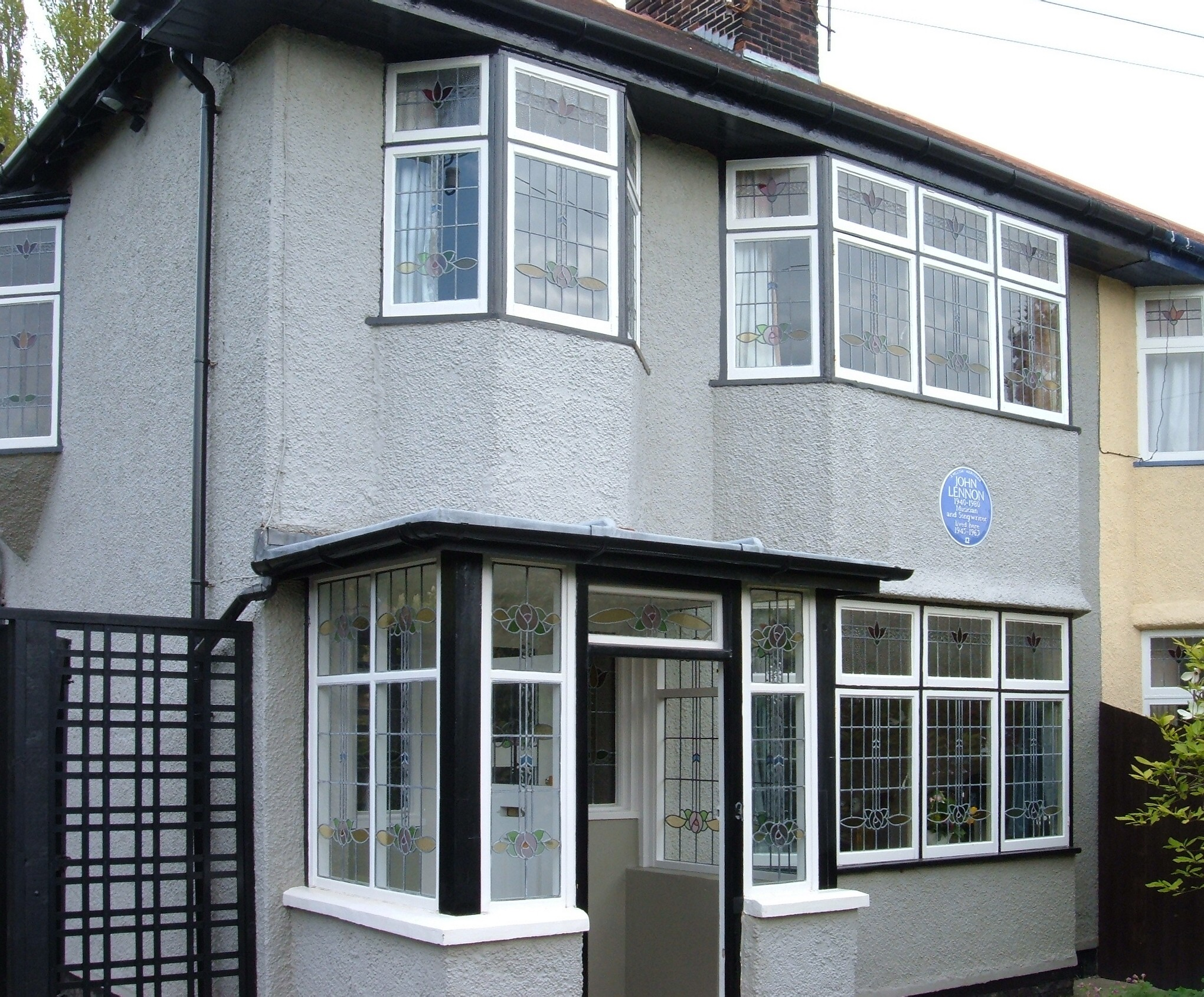
Дом Леннона, где он жил с тётушкой Мими

Леннон появился на свет 9 октября 1940 года (в 6:30 вечера) в Ливерпульском родильном доме в семье Джулии (в девичестве Стэнли; 1914—1958) и Альфреда Леннона (1912—1976). Альфред имел ирландские корни, был моряком и в то время служил на торговом флоте, из-за чего отсутствовал во время рождения сына. Полное имя, Джон Уинстон Леннон, мальчик получил в честь своего деда по отцовской линии, Джона «Джека» Леннона и премьер-министра Уинстона Черчилля. Отец Леннона регулярно присылал чеки на адрес Ньюкасл-роуд, дом 9, Ливерпуль, где мальчик жил со своей матерью; платежи прекратились после того, как он ушёл в самоволку в феврале 1944 года. Вернувшись домой спустя шесть месяцев, Альфред изъявил желание остаться с семьёй, однако Джулия, к тому времени беременная от другого мужчины, отвергла его предложение. Её сестра Мими дважды пожаловалась в социальные службы Ливерпуля, и Джулия передала ей опеку над Ленноном. В июле 1946 года отец Леннона навестил её и увёз сына в Блэкпул, тайно намереваясь эмигрировать с ним в Новую Зеландию. Джулия последовала за ними вместе со своим тогдашним сожителем Бобби Дикинсом, и после ожесточённого спора отец сказал пятилетнему мальчику, что тот должен выбрать между ними. Существуют разные версии произошедшего инцидента. По одной версии, Джон дважды выбирал сторону отца, но когда его мать ушла, заплакал и пошёл за ней. По словам писателя Марка Льюисона, родители Леннона сошлись на том, что его должна забрать Джулия и предоставить ему кров. Свидетель, который находился с ними в тот день, Билли Холл, отмечал, что драматизированное изображение маленького Джона Леннона, вынужденного выбирать между своими родителями, сильно преувеличенно. Леннон не контактировал со своим отцом на протяжении следующих 20 лет.

Всю оставшуюся часть детства и юности Леннон провёл в доме 251 по Менлав-авеню, также известном как «Мендипс», в респектабельном пригороде Ливерпуля Вултоне, с Мими и её мужем Джорджем Тугудом Смитом, у которых не было собственных детей. Тётя покупала Джону книги с рассказами, а его дядя, работавший молочником на семейной ферме, подарил ему гармонику и привил интерес к разгадыванию кроссвордов. Джулия регулярно навещала сына, в свою очередь Леннон тоже часто приезжал к ней на Бломфилд-роуд, дом 1, в Ливерпуль, где она ставила для него пластинки Элвиса Пресли, учила игре на банджо и показывала, как правильно исполнять песню «Ain’t That a Shame» Фэтса Домино. В сентябре 1980 года Леннон так отзывался о своей семье и бунтарском характере: 
Я всегда был бунтарём, поскольку всё меня раздражало. Но в то же время я хочу, чтобы меня любили и признавали. […] Какая-то часть меня хочет, чтобы все слои общества приняли меня и не считали каким-то рупором, или лунатиком, или поэтом, музыкантом. Но я не могу быть тем, кем не являюсь. […] Я был тем, про кого родители всех остальных мальчиков, включая отца Пола, твердили им: „Держитесь от него подальше“. Они инстинктивно чувствовали, что я баламучу всё вокруг, что я не признаю авторитетов и что я повлияю на их детей. Так и вышло. Я сделал всё, чтобы нарушить размеренную жизнь каждой семьи, которую я знал. Отчасти, возможно, из зависти — ведь у меня никогда не было своего настоящего дома… […] В моей семье было пять женщин. Пять сильных, умных и красивых женщин — они были сёстрами, одна из них — моя мать. Она просто была самой младшей и плохо приспособленной к жизни. А тут ещё муж сбежал от неё в море, плюс война. В общем, она не справилась со мной, и я стал жить с её старшей сестрой. Эти женщины были потрясающими. […] Это и было моё первое феминистское образование. И с этим своим опытом и отсутствием привязанности к родителям — а это было моим главным отличием от всех — я внедрялся в головы моих приятелей. Я, например, мог сказать им: „Родители не боги, я могу так говорить, потому что не живу со своими“.
Джон регулярно навещал своего двоюродного брата Стэнли Паркса, который жил во Флитвуде, и водил его в местные кинотеатры. Во время школьных каникул Паркс часто приезжал к Леннону с Лейлой Харви, с их двоюродной сестрой. Втроем они два или три раза в неделю ездили в Блэкпул, чтобы посмотреть представление в цирке, расположенном в Блэкпул-тауэр. Там выступали такие артисты, как Дики Валентайн, Артур Эски, Макс Бигрейвс и Джо Лосс, причём Паркс вспоминал, что Леннону особенно нравился Джордж Формби. Когда семья Паркса переехала в Шотландию, трое кузенов часто проводили там школьные каникулы. Паркс вспоминал: «Джон, двоюродная сестра Лейла и я были очень близки. Из Эдинбурга мы ездили на семейную ферму в Дернессе, примерно с того времени, когда Джону было девять лет, и до тех пор, пока ему не исполнилось 16». 5 июня 1955 года дядя Леннона Джордж умер от кровоизлияния в печень в возрасте 52 лет.
«В школьном сочинении на тему „Кем я хочу стать“ я написал „счастливым“. Мне сказали: „Ты не понял задание“, я ответил: „Вы не поняли жизнь“».
В детстве Леннон воспитывался в англиканской вере и посещал начальную школу Давдейла. Сдав экзамен «одиннадцать плюс», он поступил в среднюю школу Куари Бэнк в Ливерпуле, где проучился с сентября 1952 по 1957 год. В школе за ним закрепилась репутация фигляра. Харви описывала Леннона того периода как «беспечного, добродушного, легкомысленного, весёлого парня». Он часто рисовал язвительные карикатуры, которые размещал в собственной самодельной школьной газете под названием Daily Howl.
В 1956 году Джулия купила Джону его первую гитару. Она представляла собой недорогой акустический инструмент фирмы Gallotone Champion Guitar, на который Джулия одолжила своему сыну пять фунтов и десять шиллингов при условии, что гитара будет храниться в её доме, а не у Мими, так как старшая сестра не поддерживала музыкальные устремления её сына. Мими скептически относилась к заявлениям Джона о том, что однажды он станет знаменитым, и надеялась, что рано или поздно ему наскучит музыка, часто повторяя: «Гитара — дело хорошее, но на жизнь ты ею никогда не заработаешь».
15 июля 1958 года Джулия Леннон попала под колёса автомобиля, возвращаясь домой после посещения семьи Смитов. Смерть матери оставила тяжёлый отпечаток на юном Ленноне — в течение следующих двух лет он пристрастился к спиртному и часто вступал в драки, охваченный «слепой яростью». Позже память о матери послужила одним из главных источников вдохновения для музыканта и отразилась в таких песнях, как «Julia» (1968) из репертуара The Beatles.
Учёба Леннона в старшей школе ознаменовалась переменами в его поведении. Учителя из Куари Бэнк так характеризовали юношу: «У него слишком много ненужных амбиций, и его энергия зачастую направлена не туда»; «Ему всегда не хватает усердия. Он довольствуется тем, что „плывёт по течению“, вместо того, чтобы использовать свои способности». Впоследствии плохое поведение Леннона вызвало разлад в его отношениях с тётей.
Леннон провалил школьные экзамены, однако был принят в Ливерпульский колледж искусств благодаря вмешательству его тёти и директора учебного заведения. В колледже он начал одеваться как Тедди-бои, и по-прежнему получал замечания по поведению, а также угрозы об отчислении. По словам Синтии Пауэлл, сокурсницы Леннона, а впоследствии его жены, «на предпоследнем курсе его выгнали из колледжа», так как за весь год он не выполнил практически ни одного задания.

### От The Quarrymen к The Beatles: 1956—1970

#### Формирование, признание и гастроли: 1956—1966

Группа The Beatles в Гамбурге (ФРГ). Слева направо: Пит Бест, Джордж Харрисон, Джон Леннон, Пол Маккартни и Стюарт Сатклифф

В возрасте 15 лет Леннон сформировал скиффл-группу The Quarrymen. Группа, получившая название в честь средней школы Куари Бэнк (англ. Quarry Bank High School), была образована Ленноном в сентябре 1956 года. К лету следующего года The Quarrymen исполняли «набор энергичных песен», представлявших собой сочетание скиффла и рок-н-ролла. Леннон познакомился с Полом Маккартни на втором выступлении The Quarrymen, которое проходило 6 июля в Вултоне на фестивале в саду церкви Святого Петра, и пригласил его присоединиться к группе.
Маккартни вспоминал, что тётя Мими «прекрасно понимала, что друзья Джона принадлежали к низшим слоям общества» и часто вела себя с ним высокомерно, когда Пол приезжал навестить своего друга. По словам брата Маккартни Майка, их отец также не одобрял Леннона, считая, что тот втянет его сына в «неприятности», хотя разрешал начинающей группе репетировать в гостиной их дома по Фортлин-роуд. В этот период Леннон написал свою первую песню «Hello Little Girl», которая спустя пять лет стала хитом в исполнении бит-группы The Fourmost, попав в первую десятку британского чарта.
Маккартни предложил взять в качестве соло-гитариста своего друга Джорджа Харрисона. Леннон изначально считал, что он слишком молод, так как на тот момент ему было всего 14 лет. Маккартни устроил прослушивание на верхнем этаже ливерпульского автобуса, где Харрисон сыграл для Леннона песню «Raunchy» и был принят в группу. Стюарт Сатклифф, друг Джона по колледжу искусств, позднее был приглашён в качестве басиста. Леннон, Маккартни, Харрисон и Сатклифф переименовались в The Beatles в начале 1960 года. В августе того же года музыканты получили контракт на 48 выступлений в Гамбурге. Так как группе срочно был нужен барабанщик, они попросили присоединиться к ним Пита Беста. Тётя Мими пришла в ужас, когда Леннон рассказал ей о предстоящей поездке, и умоляла Джона продолжить обучение в колледже. После первой поездки в ФРГ группа получила повторное приглашение в апреле 1961 года и вновь отправилась в Гамбург в апреле 1962 года. Как и другие битлы, во время этих гастролей Леннон впервые попробовал пре́людин и регулярно принимал наркотик в качестве стимулятора во время продолжительных ночных выступлений.

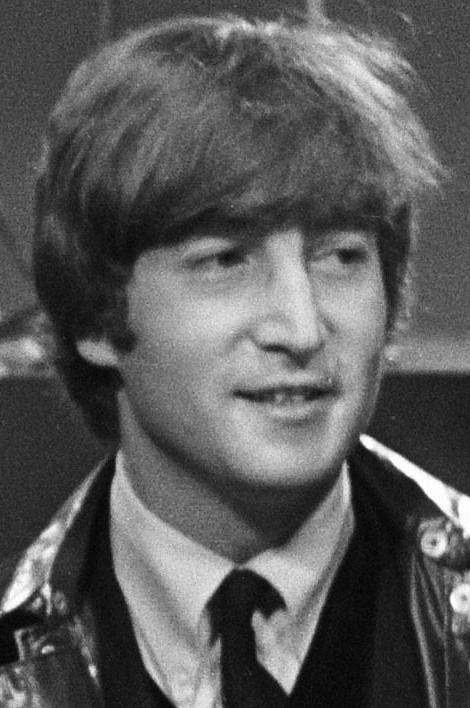
Леннон в 1964 году

Сильное влияние на манеру битлов одеваться и их поведение на сцене оказал Брайан Эпстайн, менеджер группы в 1962—1967 годах, хотя у него не было опыта работы с артистами. Вначале Леннон противился его попыткам навязать им сценический образ, однако в итоге уступил: «Я буду носить и чёртов воздушный шар, если мне за это заплатят». Маккартни взял на себя роль бас-гитариста после того, как Сатклифф решил остаться жить в Гамбурге, а Бест был заменён на Ринго Старра; сформированный таким образом квартет сохранял состав вплоть до распада ансамбля в 1970 году. Первый сингл The Beatles, «Love Me Do», был выпущен в октябре 1962 года и достиг 17-го места в британском чарте. Музыканты записали свой дебютный альбом, Please Please Me, менее чем за 10 часов 11 февраля 1963 года. Леннон был простужен, что сказалось на его вокале в последней песне, которая записывалась в тот день, «Twist and Shout». Авторский дуэт Леннона и Маккартни фигурирует в восьми из четырнадцати композиций пластинки. За некоторыми исключениями, одним из которых являлась заглавная композиция, Леннон не использовал любимую им игру слов в текстах своих произведений. По его словам, «мы просто писали песни в духе братьев Эверли, в духе Бадди Холли. Это были поп-песни, вся идея которых сводилась к тому, чтобы… создать некое звучание. А слова не имели почти никакого значения». В интервью 1987 года Маккартни отмечал, что другие битлы боготворили Леннона: «Он был чем-то вроде нашего персонального Элвиса … Мы почтительно относились к Джону. Он был старше нас и в значительной степени являлся лидером [группы]; он был самым остроумным и самым сообразительным из нас».

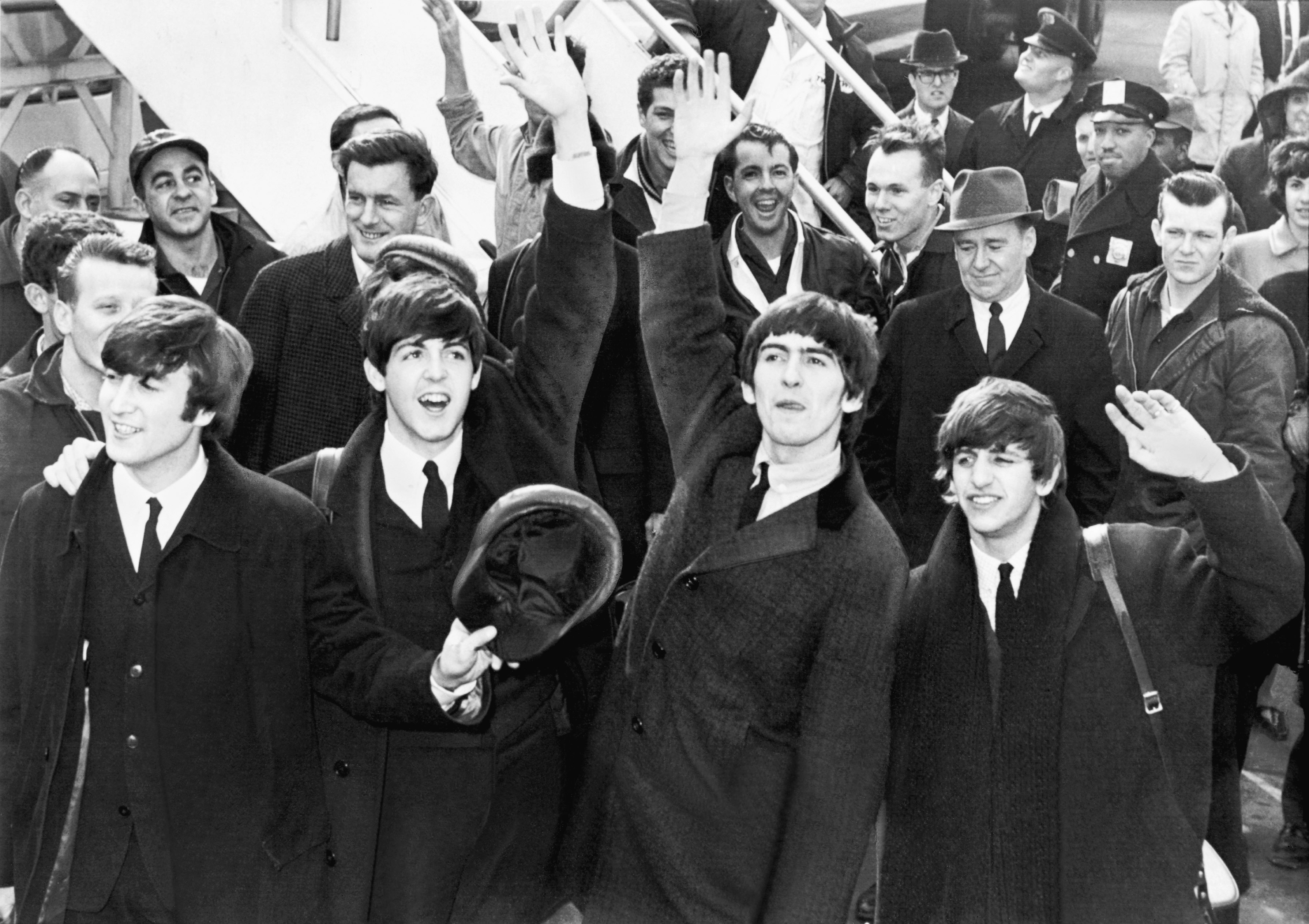
Первый приезд The Beatles в США, Леннон — крайний слева

К началу 1963 года The Beatles переживали бум популярности у себя на родине. Леннон находился с группой на гастролях, когда в апреле родился его первенец Джулиан (получивший имя в честь матери музыканта). Во время их выступления на Королевском варьете, на котором присутствовали королева-мать и другие члены британской королевской семьи, музыкант язвительно подшутил над присутствующей там аристократией: «Я прошу вашей помощи во время исполнения нашей следующей песни. Те, кто сидит на дешевых местах, хлопайте в ладоши. А остальные [жест в сторону королевской ложи] — просто побренчите своими драгоценностями». Через год после массового успеха в Великобритании и начала битломании последовал исторический визит группы в США на «Шоу Эда Салливана» (февраль 1964 года), который ознаменовал прорыв The Beatles к международной славе. В течение двухлетнего периода непрерывных гастролей, съёмок фильмов и сочинения песен Леннон написал две книги: «Пишу как пишется» и «Испалец в колесе». В 1965 году The Beatles получили признание британского истеблишмента, став кавалерами Ордена Британской империи (MBE) в честь Дня рождения королевы.
Леннон стал беспокоиться из-за того, что фанаты, посещавшие концерты The Beatles, не могли расслышать музыку из-за истошных криков, в результате чего страдало и музыкальное мастерство ансамбля. Переполнявшие музыканта чувства вылились в написании песни «Help!»: «Я именно об этом и хотел сказать… Когда пел „помогите“». Леннон прибавил в весе (позже он назовет это своим периодом «толстого Элвиса») и почувствовал, что подсознательно ищет выход из создавшейся ситуации. В марте того же года они с Харрисоном случайно познакомились с ЛСД, когда дантист, устроивший званый ужин, на котором присутствовали оба музыканта и их жёны, добавил наркотик в их кофе, никого не предупредив. Когда гости хотели уйти, хозяин дома рассказал им, что они приняли, и настоятельно посоветовал не уходить из-за возможных последствий. Тем же вечером, в лифте ночного клуба, у них начались галлюцинации — всем казалось, что он горит; Леннон вспоминал: «Мы все кричали … неистово и истерично». В марте 1966 года во время интервью репортёру Evening Standard Морин Клив Леннон заметил: «Христианство уйдёт. Зачахнет и исчезнет. И спорить об этом не нужно. Я прав, и время докажет мою правоту. Сегодня мы популярнее Христа. Не знаю, что уйдет первым — рок-н-ролл или христианство. Против Христа я ничего не имею, но ученики его были заурядные тупицы. Они всё переиначили и уничтожили для меня тем самым всю его ценность». Комментарий остался практически незамеченным в Англии, но вызвал большой общественный резонанс в США, когда его процитировал местный журнал пять месяцев спустя. Последовавший скандал, который включал публичное сжигание записей The Beatles, пикеты членов Ку-клукс-клана и угрозы в адрес лично Леннона, в конечном счёте привёл к прекращению концертной деятельности ансамбля.

#### Студийные записи, раскол и сольные работы: 1966—1970

Леннон в 1967 году

После финального концерта группы, состоявшегося 29 августа 1966 года, Леннон снялся в антивоенной сатирической комедии «Как я выиграл войну», которая стала единственным художественным фильмом, не имевшим отношения к The Beatles, в котором принимал участие музыкант. В ноябре он воссоединился со своими товарищами по группе, начался продолжительный период записи материала. Леннон пристрастился к ЛСД, и, по словам писателя Иэна Макдональда, постоянное употребление этого наркотика в 1967 году привело музыканта на грань «потери субъективной самоидентификации». В том же году был выпущен сингл «Strawberry Fields Forever», отмеченный журналом Time за его «поразительную изобретательность», а также знаковый альбом The Beatles Sgt. Pepper’s Lonely Hearts Club Band (ставший поворотным моментом в их творчестве), раскрывший Леннона как автора глубоких текстов, которые сильно контрастировали с простенькими песнями о любви раннего периода группы. В конце июня The Beatles исполнили песню Леннона «All You Need Is Love» в качестве британского вклада в спутниковую трансляцию «Наш мир», транслировавшуюся на международную аудиторию размером более 400 миллионов человек. Намеренно упрощённая по своему содержанию, песня выразила его пацифистскую позицию и стала гимном Лета любви.
Познакомившись с Махариши Махеш Йоги, в августе группа посетила его семинар по Трансцендентальной медитации в Бангоре с персональным двухдневным тренингом от гуру. Во время мероприятия им сообщили о смерти Эпстайна. «Я понял, что у нас проблемы», — вспоминал Леннон, «У меня не было каких-либо иллюзий относительно нашей способности делать что-либо, кроме как играть музыку. Я был напуган — и подумал: „Ну вот, чёрт возьми, и всё“». Маккартни самостоятельно организовал первый пост-эпстайновский проект группы, телефильм Magical Mystery Tour, который был выпущен в декабре того же года. Хотя картина, плохо принятая критиками, оказалась первым провалом The Beatles, её саундтрек, в котором использовалась вдохновлённая творчеством Льюиса Кэрролла композиция Джона «I Am the Walrus», имел успех.
Под влиянием увлечения Харрисоном и Ленноном восточной религией в феврале 1968 года The Beatles отправились в индийский ашрам Махариши для детального погружения в предмет. Находясь там, битлы сочинили бо́льшую часть песен для своего двойного одноимённого альбома, однако расхождение взглядов музыкантов относительно Трансцендентальной медитации сигнализировало о резких переменах в товарищеских отношениях внутри коллектива. По возвращении в Лондон все они стали всё активнее участвовать в коммерческой деятельности свежеобразованной корпорации Apple, состоящей из Apple Records и нескольких других дочерних компаний. Леннон описал этот коммерческий проект как попытку достичь «творческой свободы в рамках бизнес-структуры». Выпущенный в период гражданских волнений и протестов, дебютный сингл группы для лейбла Apple включал би-сайд Леннона под названием «Revolution», в тексте которого тот призывал к «плану», а не к маоистской революции. Пацифистский посыл песни вызвал насмешки в прессе со стороны политических радикалов в стане «Новых левых». Усугубляя напряжённость на студийных сессиях записи «Белого альбома», проходивших в том же году, Леннон настоял на том, чтобы рядом с ним присутствовала его новая девушка, японская художница Йоко Оно, тем самым нарушая политику группы в отношении жён и подруг в студии. Музыкант был особенно доволен своим материалом для двойного альбома, назвав его шагом вперёд по сравнению с Sgt. Pepper. В конце 1968 года Леннон принял участие в съёмках телефильма «Рок-н-ролльный цирк „Роллинг Стоунз“», который так и не был показан по телевидению. Музыкант выступил в составе супергруппы The Dirty Mac, включавшей Эрика Клэптона, Кита Ричардса и Митча Митчелла. Официальная киноверсия концерта была выпущена в 1996 году.

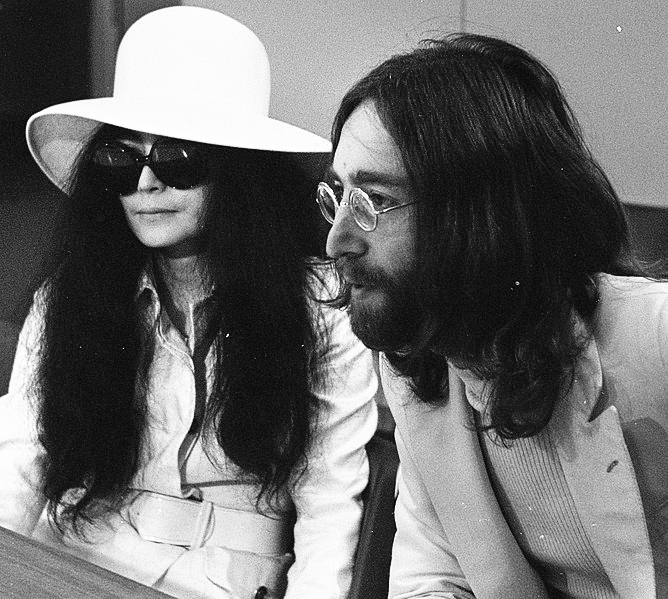
Йоко Оно и Леннон, март 1969 года

К концу 1968 года усугубляющаяся наркотическая зависимость Леннона и переключение его внимания на Оно в сочетании с неспособностью The Beatles договориться о том, как следует управлять компанией, привели группу к потребности в профессиональном менеджменте. Леннон попросил лорда Бичинга взять на себя эту функцию, однако тот отказался, посоветовав Леннону вернуться к записи пластинок. С Ленноном связался Аллен Клейн, который руководил The Rolling Stones и другими группами в период британского вторжения. В начале 1969 года Леннон, Харрисон и Старр назначили Клейна главным финансовым директором Apple, однако Маккартни отказался подписывать с ним контракт, так как видел в этой роли своего будущего тестя Ли Истмана — отца Линды. Леннон и Оно поженились 20 марта 1969 года и вскоре выпустили серию из 14 литографий под названием «Bag One», изображавших сцены их медового месяца, восемь из которых были признаны непристойными, а большинство из них — запрещены и конфискованы. Творческий интерес Леннона продолжал выходить за рамки The Beatles, и в период с 1968 по 1969 год вместе с Оно они записали три альбома экспериментальной музыки: Unfinished Music No.1: Two Virgins (больше известный своей обложкой, чем музыкой), Unfinished Music No.2: Life with the Lions и Wedding Album. В 1969 году они сформировали группу Plastic Ono Band, выпустив концертную запись Live Peace in Toronto 1969. Между 1969 и 1970 годами увидели свет три сингла музыканта: «Give Peace a Chance», получивший широкое распространение в качестве гимна против войны во Вьетнаме, «Cold Turkey», в котором автор задокументировал своё состояние после прекращения приёма героина, и «Instant Karma!».
В знак протеста против вторжения Британии в Нигерию во время биафро-нигерийской войны , а также поддержки Британией вторжения Штатов во Вьетнам и (возможно, в шутку) из-за того, что сингл «Cold Turkey» начал проседать в музыкальных чартах, Леннон вернул королеве свой Орден Британской империи. Этот жест не повлиял на его статус кавалера ордена, так как от награды формально нельзя было отказаться. Медаль вместе с письмом музыканта хранится в Центральной канцелярии рыцарских орденов.
Леннон ушёл из The Beatles в сентябре 1969 года, однако его убедили повременить со своим заявлением в СМИ, так как у группы была «куча деловых обязательств», к тому же оно могло повредить рекламной кампании альбома Abbey Road. Музыкант пришёл в бешенство, когда Маккартни объявил о своём уходе раньше, выпустив дебютный сольный альбом в апреле 1970 года. Леннон чувствовал себя одураченным: «Господи Иисусе! Он снял все сливки в этой ситуации!». Джон сетовал: «Я создал эту группу. Мне её и распускать. Просто как дважды два». В декабрьском интервью Яну Веннеру музыкант выразил обиду по отношению к Маккартни: «О том, что я ушёл, знали многие. Но я, дурак, не объявил об этом первый и не сделал того, что сделал Пол. А он использовал это для рекламы своей пластинки». Леннон также рассказал о враждебности, которую, как он считал, другие участники испытывали к Оно, и о том, как ему, Харрисону и Старру «надоело быть сопроводительными музыкантами Пола. […] Мы это чувствовали. Пол — бог, а мы лишь крутимся рядом. […] Когда Брайан умер, мы были в шоке. Пол взял всё в свои руки и якобы вёл нас. Но что такое вести нас, когда мы шли по кругу?».

### Сольная карьера: 1970—1980

#### Первый сольный успех и политический активизм: 1970—1972
«Когда дело доходит до применения насилия, вы начинаете играть по правилам системы. Истеблишмент будет всячески выводить вас из равновесия – дергать за бороду, бить по лицу – чтобы втянуть вас в драку. Поскольку, как только они сделают вас жестоким, они будут знать, как с вами теперь обращаться. Единственное, с чем они не умеют обращаться, это ненасилие и юмор».

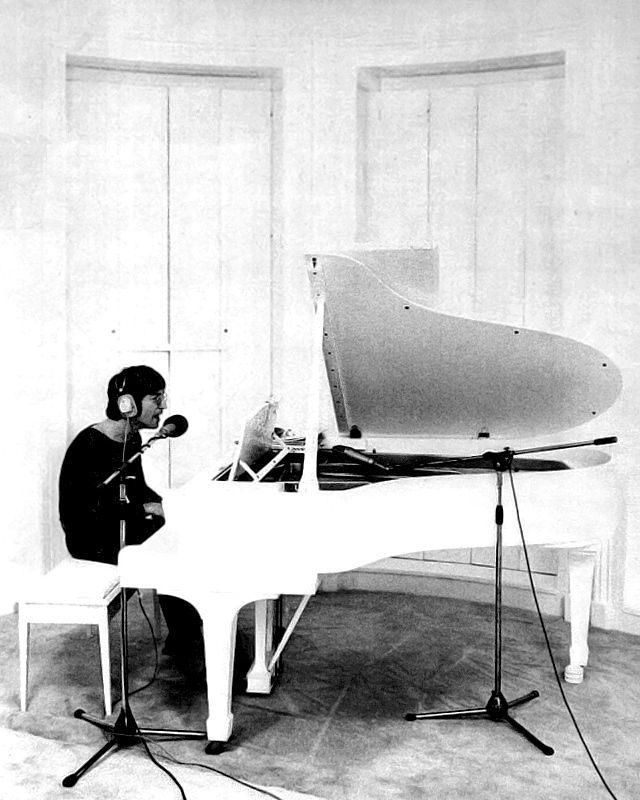
Реклама песни «Imagine» в журнале Billboard, 1971 год

В 1970 году Леннон и Оно прошли курс первичной терапии у психотерапевта Артура Янова в Лондоне и Лос-Анджелесе. Результатом терапии должно было стать избавление от эмоциональной боли, которая накапливалась с раннего детства. Сеансы проходили дважды в неделю по полдня, курс составил шесть месяцев. Врач надеялся, что пара продолжит лечение, но его пациенты, у которых закончилась американская виза, вернулись в Лондон. Дебютный сольный альбом Леннона, John Lennon/Plastic Ono Band (1970), был встречен многими музыкальными критиками позитивно, однако исповедальные тексты и резкое звучание ограничивали его коммерческий потенциал. Публицист Грейл Маркус отмечал: «Пение Джона в последнем куплете „God“, возможно, лучшее исполнение в истории рок-музыки». В альбом вошла песня «Mother», в которой автор рассказал о том, как чувствовал себя отвергнутым в детстве, и написанная в «дилановском» стиле «Working Class Hero» — яростная атака на буржуазную социальную систему. Последняя песня не прижилась на радиостанциях из-за строчки «Вы всё ещё чёртовы крестьяне». В январе 1971 года Тарик Али высказал Леннону свои революционные политические взгляды, когда брал у музыканта интервью, на что тот незамедлительно ответил сочинением «Power to the People». В тексте этой песни Леннон пересмотрел неконфликтный подход, которого придерживался в композиции «Revolution», хотя впоследствии отрёкся от «Power to the People», заявив, что это сочинение было вызвано чувством вины и желанием получить одобрение со стороны радикалов, таких как Али. Музыкант участвовал в акции протеста против преследования журнала Oz за непристойное поведение. Леннон назвал связанные с этим судебные слушания «отвратительным фашизмом», выпустив вместе с Оно (под именем Elastic Oz Band) сингл «God Save Us/Do the Oz» и присоединившись к маршам в поддержку андеграундного издания.
Стремясь добиться коммерческого успеха, Леннон выбрал более доступное звучание для своей следующей пластинки Imagine (1971), о чём впоследствии жалел. В рецензии Rolling Stone отмечалось, что «значительная часть [альбома] наполнена хорошей музыкой», однако также сообщалось о перспективе того, что «его риторика в ближайшее время покажется не только скучной, но и неактуальной». Заглавная песня позже превратилась в антивоенный гимн, в свою очередь, «How Do You Sleep?» представляла собой «камень в огород» Маккартни в ответ на тексты из его второго сольника Ram, которые, как полагал Леннон, были направлены против него и Оно (этот факт Маккартни позднее подтвердил). В «Jealous Guy» Леннон коснулся своего неподобающего отношения к женщинам, признав, что его поведение в прошлом было результатом длительного чувства незащищённости. В благодарность за вклад Харрисона в запись альбома музыкант согласился выступить на его благотворительном концерте в поддержку Бангладеш, который должен был пройти в Нью-Йорке. Однако Джордж не захотел приглашать туда Оно, из-за чего музыканты сильно поссорились и Леннон отказался от участия в мероприятии.
В августе 1971 года Леннон и Оно переехали в Нью-Йорк и сразу же начали активное участие в политической жизни местного леворадикального движения. В декабре пара выпустила сингл «Happy Xmas (War Is Over)». Через несколько месяцев администрация президента Ричарда Никсона в качестве «стратегической контрмеры» против антивоенных и антиниксоновских выступлений Леннона предприняла попытку депортировать музыканта, которая растянулась на четыре года. Леннон был вовлечён в судебную тяжбу с иммиграционной службой США, и ему было отказано в разрешении на постоянное проживание в стране; дело затянулось до 1976 года.
Выпущенный в 1972 году Some Time in New York City был записан вместе с Оно, при участии нью-йоркской группы Elephant’s Memory. Двойной альбом содержал песни о правах женщин, межрасовых отношениях, роли Великобритании в конфликте в Северной Ирландии и трудностях автора в получении грин-карты. Лонгплей стал коммерческим провалом и подвергся критике со стороны музыкальных СМИ, которые сочли его политические лозунги жёсткими и безжалостными. Обзор журнала NME был опубликован в виде открытого письма, в котором Тони Тайлер высмеивал Леннона как «жалкого стареющего революционера». Композиция «Woman Is the Nigger of the World» была выпущена в качестве сингла в США и транслировалась на «Шоу Дика Каветта» 11 мая. Многие радиостанции отказались ставить её в эфир из-за слова «ниггер». 30 августа 1972 года Леннон и Оно вместе с группой Elephant’s Memory и приглашёнными артистами дали два благотворительных концерта в Нью-Йорке, чтобы оказать помощь пациентам психиатрической больницы Willowbrook State School. Эти выступления, проходившие в Мэдисон-сквер-гардене, стали последними полноформатными концертами музыканта. После победы Ричарда Никсона на президентских выборах Леннон и Оно посетили мероприятие, организованное в доме нью-йоркского активиста Джерри Рубина. Музыкант находился в депрессии и был в состоянии сильного алкогольного опьянения; он занялся сексом с гостьей и бросил свою жену в растерянности. Песня Йоко Оно «Death of Samantha» была вдохновлена этим инцидентом.

#### «Потерянный уикэнд»: 1973—1975

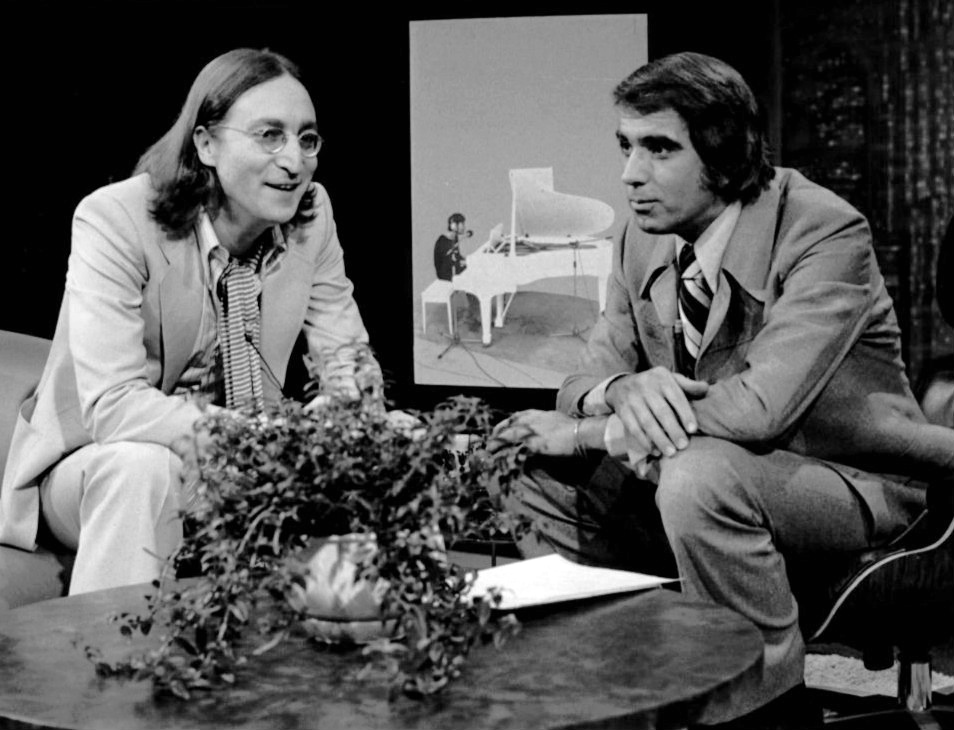
Рекламная фотография Леннона и ведущего Снайдер, Том (телеведущий) из телепрограммы The Tomorrow Show. Вышедшее в эфир в 1975 году, это было последнее телевизионное интервью музыканта перед его смертью в 1980 году

В период записи альбома Mind Games (1973) Леннон и Оно решили расстаться. Последующий 18-месячный период, который музыкант позднее окрестил своим «потерянным уикэндом», он проводил в Лос-Анджелесе и Нью-Йорке в компании Мэй Пэнг. Пластинка, авторство которой приписывалось группе «Plastic U.F.Ono Band», была выпущена в ноябре 1973 года. Леннон внёс вклад в создание песни «I’m the Greatest» из альбома Ринго Старра Ringo, выпущенного в том же месяце. Запись этой песни стала единственным случаем воссоединения Харрисона, Старра и Леннона после распада группы до смерти последнего.
В начале 1974 года Леннон много пил, и его дебоши с певцом Гарри Нилссоном, совершённые в состоянии алкогольного опьянения, регулярно попадали на первые полосы газет. Два мартовских инцидента в клубе The Troubadour получили широкий общественный резонанс. В первом случае Леннон приставил неиспользованный менструальный тампон ко лбу и подрался с официанткой. Второй инцидент произошёл две недели спустя, когда Леннона и Нилссона выпроводили из клуба после того, как они сорвали выступление комедийного дуэта Smothers Brothers. Леннон решил спродюсировать альбом Нилссона Pussy Cats, и Пэнг арендовала для всех музыкантов небольшой пляжный домик в Лос-Анджелесе. После ещё одного месяца дебошей сессии погрязли в хаосе, и Леннон вернулся в Нью-Йорк вместе с Пэнг, чтобы закончить работу над альбомом. В апреле он спродюсировал песню Мика Джаггера «Too Many Cooks (Spoil the Soup)», которая по условиям контракта так и не была выпущена в течение 30 лет. В 2007 году Пэнг предоставила запись для её последующего включения в сборник The Very Best of Mick Jagger.
Леннон обосновался в Нью-Йорке для работы над пластинкой Walls and Bridges. Выпущенный в октябре 1974 года альбом включал в себя композицию «Whatever Gets You thru the Night», в работе над которой принял участие Элтон Джон (бэк-вокал и фортепиано). Этот сольный сингл Леннона стал единственным, возглавившим чарт Billboard Hot 100 при его жизни. Второй сингл из этого альбома, «#9 Dream», вышел в декабре. В том же году Леннон вновь помог Старру с записью его четвёртой сольной пластинки Goodnight Vienna, сочинив заглавную песню и сыграв на фортепиано. 28 ноября Леннон без предварительного объявления появился в качестве гостя на концерте Элтона Джона, организованного в честь Дня благодарения в Мэдисон-Сквер-Гардене. Так он выполнил обещание выступить с певцом на одном из его концертов, если его песня «Whatever Gets You thru the Night», в коммерческом потенциале которой Леннон сильно сомневался, займёт первую строчку в хит-параде. Леннон исполнил эту песню вместе с композициями «Lucy in the Sky with Diamonds» и «I Saw Her Standing There», которую он представил публике как «песню, написанную моей бывшей невестой по имени Пол».
В 1975 году Леннон выступил соавтором «Fame» (первой песни Дэвида Боуи, занявшей верхнюю строчку национального хит-парада США), сыграл в ней на гитаре и записал бэк-вокал. В том же месяце Элтон Джон возглавил чарты со своим кавером на песню «Lucy in the Sky with Diamonds» при участии Леннона на гитаре, который фигурировал в сингле под псевдонимом «Dr. Winston O’Boogie». Вскоре Леннон и Оно воссоединились. В феврале музыкант выпустил альбом кавер-версий Rock ’n’ Roll. Выпущенная в поддержку пластинки песня «Stand by Me», пользовавшаяся успехом по обе стороны Атлантики, стала его последним синглом на следующие пять лет. 18 апреля была записана передача A Salute to Lew Grade для ATV, в которой музыкант в последний раз появился на сцене, её трансляция состоялась в июне. Играя на акустической гитаре под аккомпанемент группы из восьми человек, Леннон исполнил две песни из альбома Rock 'n' Roll («Stand by Me», которая не транслировалась в эфире, и «Slippin' and Slidin'»), а также «Imagine». Музыканты группы под именем Etc. выступали в масках; это было идеей Леннона, который считал Грейда двуличным.

#### Перерыв и возвращение: 1975—1980

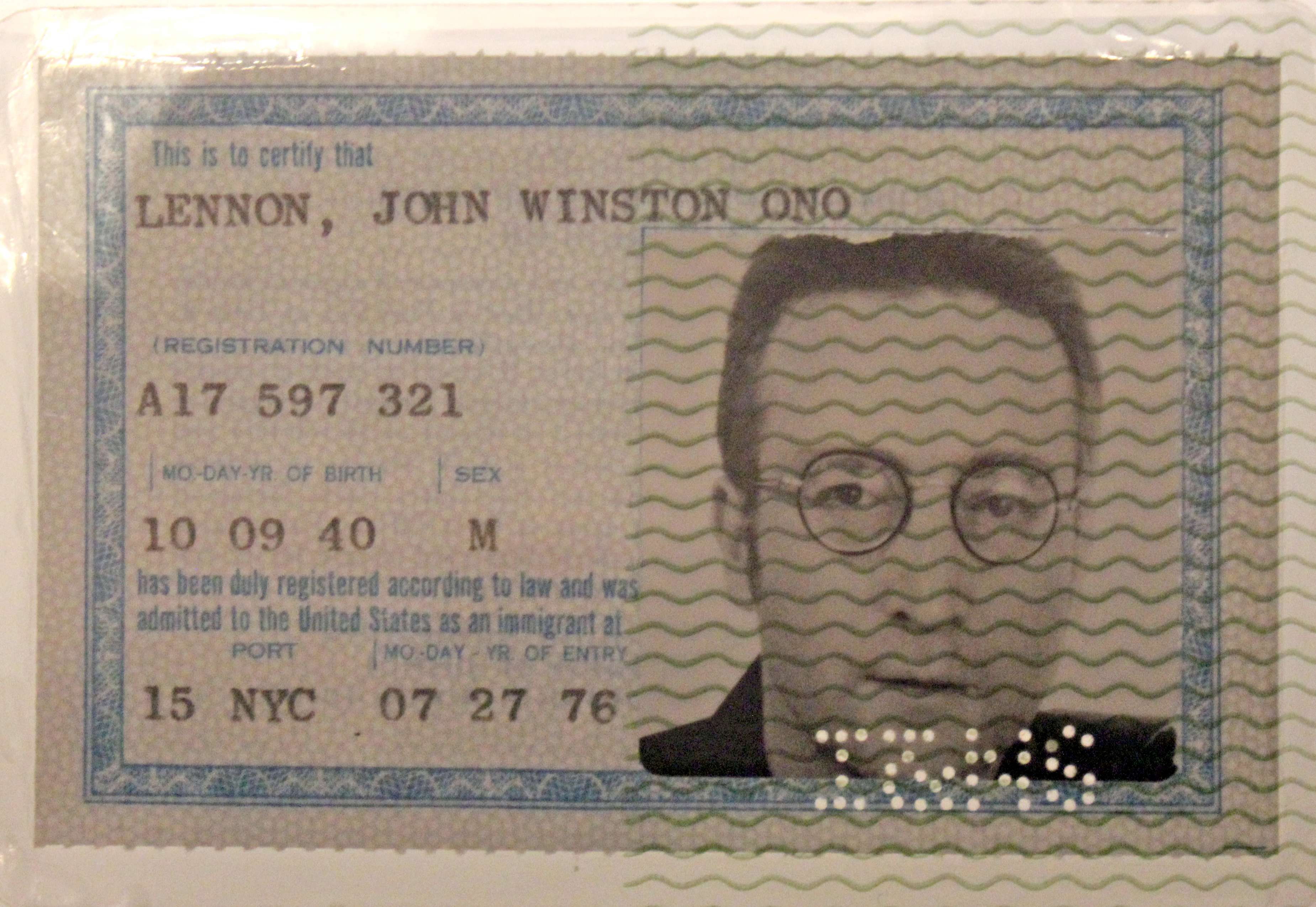
Грин-карта Джона Леннона

Когда 9 октября 1975 года родился второй сын Леннона — Шон, музыкант решил сделать паузу в карьере и на следующие пять лет полностью переключился на семью. В течение месяца он закрыл свои контрактные обязательства перед лейблами EMI/Capitol и выпустил Shaved Fish — сборник, в который вошли ранее записанные песни. В 1976 году он написал песню «Cookin' (In the Kitchen of Love)» для пятого альбома Старра Ringo’s Rotogravure и сыграл для неё на фортепиано; студийная сессия в июне стала его последней записью до 1980 года. В 1977 году в Токио он официально объявил о творческом перерыве: «Мы решили, без каких либо „громких“ заявлений, проводить с нашим ребёнком как можно больше времени, до тех пор пока мы снова не почувствуем, что готовы создавать что-либо вне семьи». Во время творческого перерыва Джон создал несколько серий рисунков и подготовил книгу, составленную из автобиографических материалов и «сумасшедших вещей», как выразился автор.
В октябре 1980 года Леннон прервал свой пятилетний перерыв выпуском сингла «(Just Like) Starting Over». В следующем месяце вышел двойной альбом Double Fantasy, который содержал песни, написанные летом 1980 года во время отпуска музыканта на Бермудах; Леннон путешествовал на 43-футовой парусной лодке со своим младшим сыном. Непродолжительное время они жили в Нэптон-Хилле, британской колонии, расположенной на островах; местный бизнесмен пригласил их в свою резиденцию «Undercliff», в местечко под названием Фэйрилэндс.
Музыка отражала удовлетворение Леннона его новообретённой стабильностью в семейной жизни. Было записано достаточное количество материала для следующего альбома Milk and Honey, который вышел после смерти Джона, в 1984 году. Double Fantasy, выпущенный совместно Ленноном и Оно незадолго до его смерти, был встречен музыкальными критиками прохладно. Так, еженедельник Melody Maker назвал альбом «снисходительно стерильным» и «вызывающим зевоту».

### Смерть

Леннон даёт автограф своему убийце Марку Чепмену (справа)

Примерно в 17:00 8 декабря 1980 года Леннон подписал копию Double Fantasy для своего фаната Марка Чепмена перед тем, как покинуть «Дакоту» с Оно, чтобы поработать на студии Record Plant. После сессии Леннон и Оно вернулись в свою квартиру на лимузине около 22:50. Они вышли из машины и прошли через арку здания, когда Чепмен дважды выстрелил Леннону в спину и дважды в плечо с близкого расстояния. Леннона экстренно доставили на полицейской машине в отделение неотложной помощи больницы имени Рузвельта, где по прибытии в 23:15 констатировали его смерть.
На следующий день Оно опубликовала заявление, в котором говорилось «Похорон Джона не будет» и которое заканчивалось словами «Джон любил и молился за всё человечество. Пожалуйста, сделайте то же самое для него». 14 декабря миллионы людей по всему миру провели 10 минут молчания в память о Джоне, все нью-йоркские радиостанции на это время прекратили эфир. Останки Леннона были кремированы на кладбище Фернклифф в Хартсдейле. Оно развеяла его прах в Центральном парке Нью-Йорка, на этом месте позже был возведён мемориал «Земляничные поля». Чепмен проигнорировал совет своего адвоката и признал себя виновным в убийстве второй степени. Он был приговорен к сроку от 20 лет до пожизненного заключения.
В течение нескольких недель после убийства Леннона сингл «(Just Like) Starting Over» и альбом Double Fantasy возглавляли чарты по обе стороны Атлантики. «Imagine» оказалась на первом месте британского хит-парада в январе 1981 года, а «Happy Xmas» — на втором. После «Imagine» хит-парад возглавила песня «Woman», второй сингл с Double Fantasy. Позже, в том же году, кавер-версия группы Roxy Music песни «Jealous Guy», записанной как дань уважения Леннону, также добралась до вершины чарта Великобритании.

## Личная жизнь

### Синтия Леннон

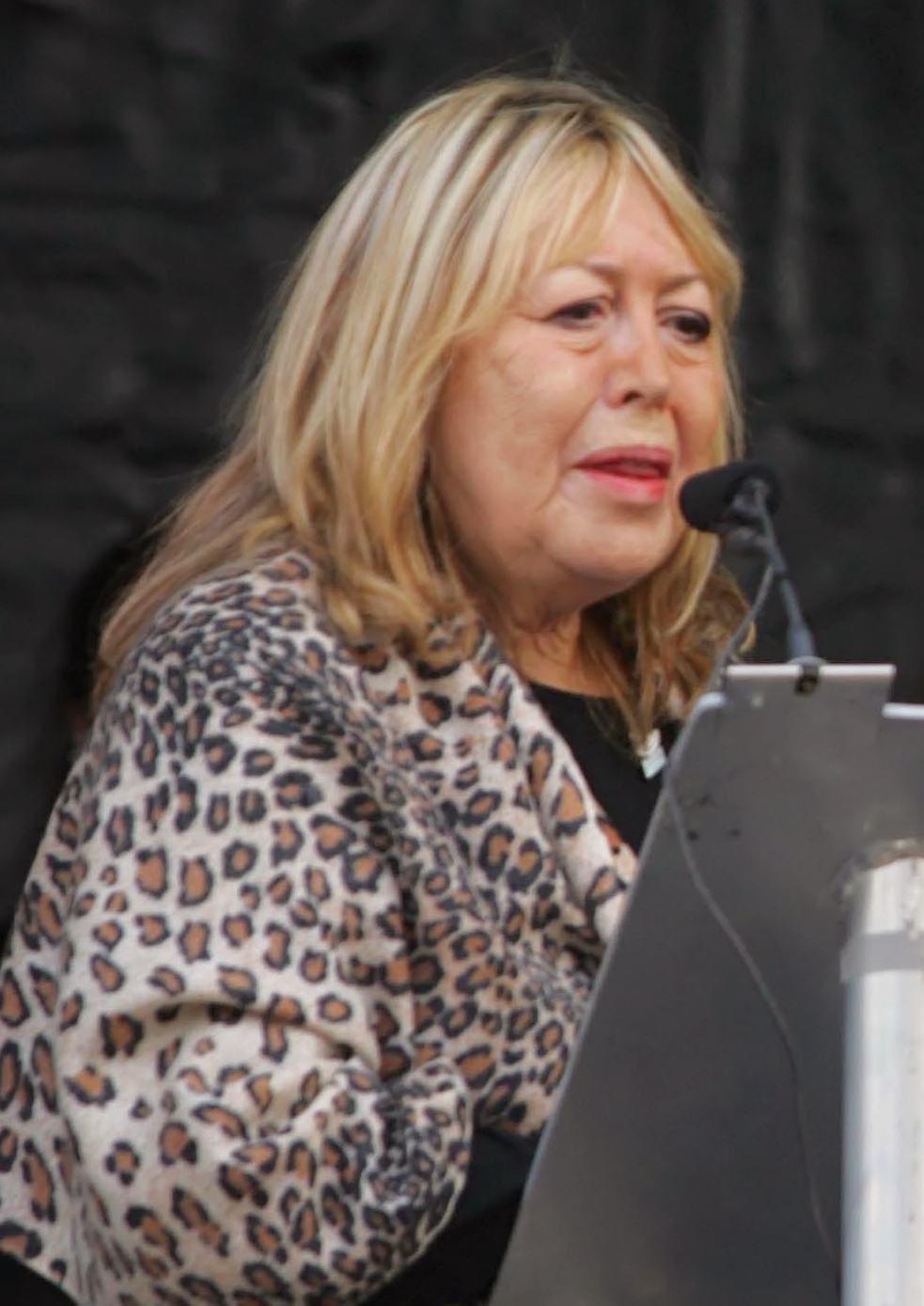
Синтия Леннон на открытии памятника Мир и гармония в Ливерпуле, 2010 год

Леннон познакомился с Синтией Пауэлл (1939—2015) в 1957 году, они вместе учились в Ливерпульском колледже искусств. Хотя её отталкивало агрессивное поведение и не нравился внешний вид, а едкие замечания и чёрный юмор попросту пугали, она проявляла интерес к парню, а когда узнала, что он был одержим французской актрисой Брижит Бардо, то перекрасилась для него в блондинку. Вскоре Леннон пригласил её на свидание, однако когда она сказала, что обручена, он вспылил: «Я ж тебя, чёрт подери, не замуж зову!». Впоследствии Синтия часто сопровождала музыканта на концерты The Quarrymen и ездила в Гамбург с подружкой Маккартни, чтобы навестить его. Леннон, ревнивый по своей природе, относился к ней как с своей собственности, часто пугая вспышками гнева и проявлением физического насилия. Синтия вспоминала, что Леннон однажды ударил её после того, как увидел, как она танцует со Стюартом Сатклиффом. Девушка решила разорвать их отношения, однако три месяца спустя простила его после звонка Леннона с извинениями. Синтия отмечала, что хотя впоследствии он мог быть с ней «резким и грубым, но руку больше не поднимал». По прошествии времени Леннон отмечал, что до встречи с Синтией он никогда не задумывался о своём шовинистическом отношении к женщинам. По словам музыканта, песня The Beatles «Getting Better» отражала его собственную историю: «Я был и правда жесток к своей женщине, вообще ко всем женщинам. Я их бил. Я не умел объясняться — я сразу бил. Я дрался с парнями и бил женщин. Вот поэтому сейчас я сторонник мира».
В июле 1962 года, когда Леннон узнал, что Синтия беременна, он был шокирован. «У нас только один выход, Син. Мы должны пожениться» — сказал музыкант. Пара поженилась 23 августа в регистрационном бюро на Маунт-Плезант в Ливерпуле, шафером выступил Брайан Эпстайн. Брак Леннона начался в разгар «битломании», музыкант выступал на концерте прямо в день свадьбы и практически ежедневно — в последовавшие дни. Эпстайн опасался, что поклонниц будет отталкивать образ женатого битла, поэтому менеджер попросил Леннонов сохранить их брак в тайне. Джулиан родился 8 апреля 1963 года; музыкант в тот момент находился на гастролях и увидел своего маленького сына только через три дня.
По мнению Синтии, их брак с Ленноном начал разваливаться после его знакомства с ЛСД — она чувствовала, что он постепенно терял к ней интерес. Когда в 1967 году группа отправилась поездом в Бангор, на семинар по трансцендентальной медитации Махариши Махеша Йоги, полицейский не узнал её и не разрешил сесть в вагон. Впоследствии Синтия вспоминала, что этот инцидент, казалось, символизировал конец их брака. Застав Леннона с Йоко в «Кенвуде», Синтия ушла из дома и остановилась у друзей, так как «их близость была ощутима физически». Позднее Алексис Мардас утверждал, что имел с ней половую близость той же ночью, а через несколько недель сообщил ей, что Леннон добивается развода и опеки над Джулианом на основании её супружеской измены. После переговоров музыкант капитулировал и согласился дать ей развод на том же основании. В ноябре 1968 года дело было урегулировано во внесудебном порядке, Леннон выплатил бывшей жене 100 000 фунтов стерлингов и обязался перечислять небольшую денежную сумму ежегодно, также он передал ей опеку над Джулианом, сохранив право на регулярное посещение ребёнка.

### Брайан Эпстайн

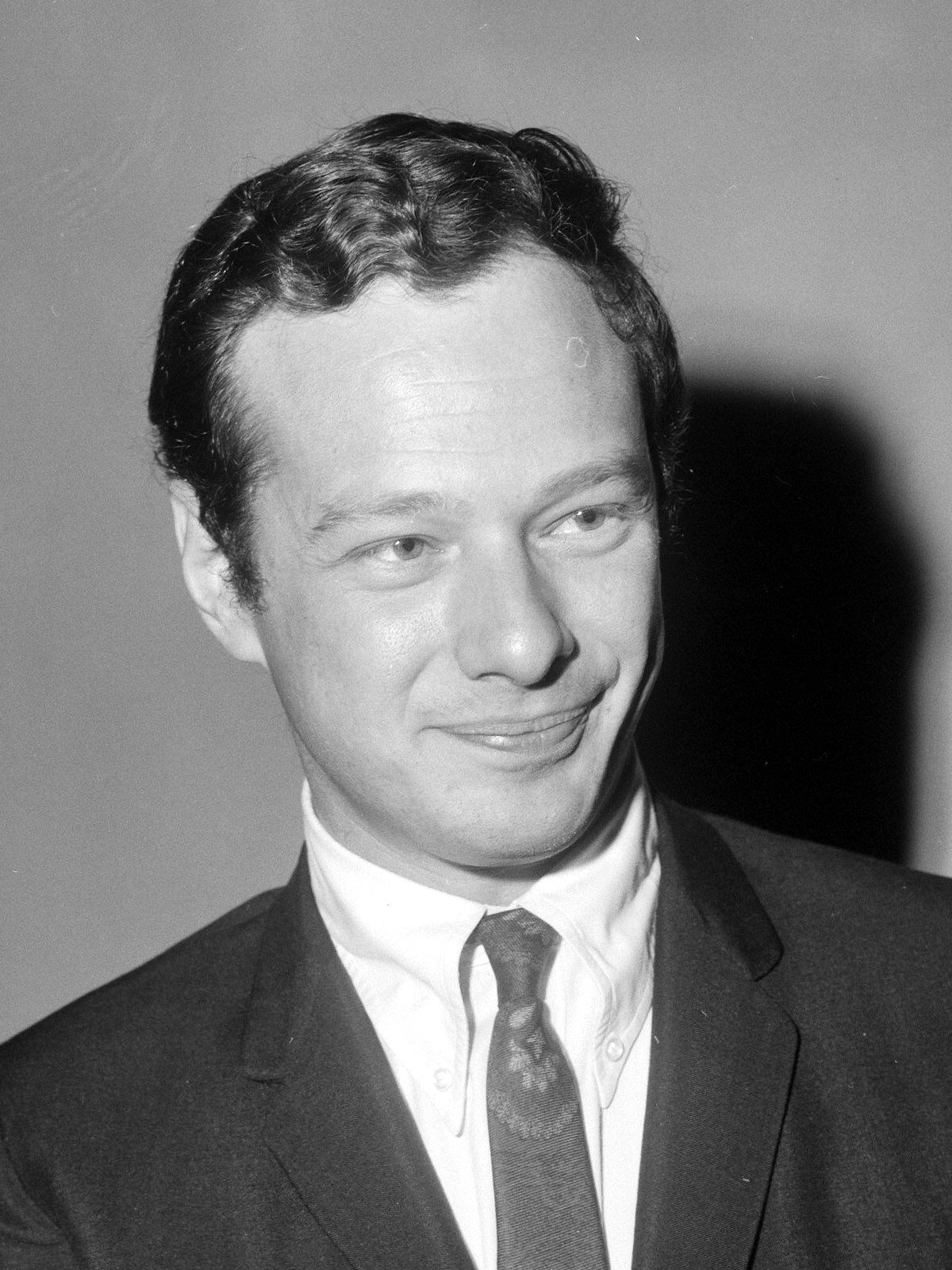
Менеджер The Beatles Брайан Эпстайн в 1965 году

The Beatles познакомились с Брайаном Эпстайном в ноябре 1961 года после концерта группы в ливерпульском «Cavern Club». Эпстайн был гомосексуалом, и, по словам биографа Филиппа Нормана, одной из причин, по которой он захотел стать менеджером The Beatles, являлось то, что он был неравнодушен к Леннону (что подтверждал последний). Почти сразу после рождения Джулиана музыкант уехал вместе с Эпстайном в отпуск в Испанию, что привело к домыслам об их отношениях. Когда впоследствии его начали расспрашивать об этом, Леннон отвечал: «Ну, это была практически любовная история, но не совсем так. Она никогда не была доведена до конца. У нас были очень насыщенные отношения. Так как это были мои первые отношения с гомосексуалом, я пытался понять, гомосексуал ли я. Мы обычно сидели в кафе в Торремолиносе, смотрели на парней, и я спрашивал его: „Тебе нравится этот? А этот?“ — Я получал удовольствие от этих новых впечатлений и воспринимал себя в качестве писателя всё это время — я переживал всё это». Вскоре после их возвращения в Лондон, во время празднования 21-го дня рождения Маккартни, в июне 1963 года, Леннон полез с кулаками на конферансье клуба «Cavern» Боба Вулера из-за его фразы: «Как прошёл твой медовый месяц, Джон?». Известный своими каламбурами и язвительными замечаниями, Вулер всего лишь шутил; с момента женитьбы Леннона прошло десять месяцев, а до отложенного медового месяца оставалось ещё 8 недель. На тот момент музыкант был пьян; по объяснению Леннона, он «как следует врезал ему по рёбрам», так как Вулер «назвал меня педиком».
Леннону доставляло большое удовольствие высмеивать Эпстайна за его гомосексуальность и еврейское происхождение. Когда менеджер спрашивал совета по поводу названия для своей будущей автобиографии, Джон выдал идею — Queer Jew; узнав возможное название «A Cellarful of Noise», он спародировал его созвучным — «Больше подходит „Cellarful of Boys“». Музыкант спрашивал гостей Эпстайна: «Ты пришёл его шантажировать? Если нет, то ты такой единственный придурок в Лондоне». Во время записи «Baby, You’re a Rich Man» он заменял строчки песни на «Baby, you’re a rich fag Jew». По словам Синтии, Леннон был на «все 100 % гетеросексуален» и «впадал в ужас об одной только мысли о гомосексуализме», между тем Оно отмечала интерес артиста к бисексуальности, «но он не решался на это из-за своей скованности».

### Джулиан Леннон

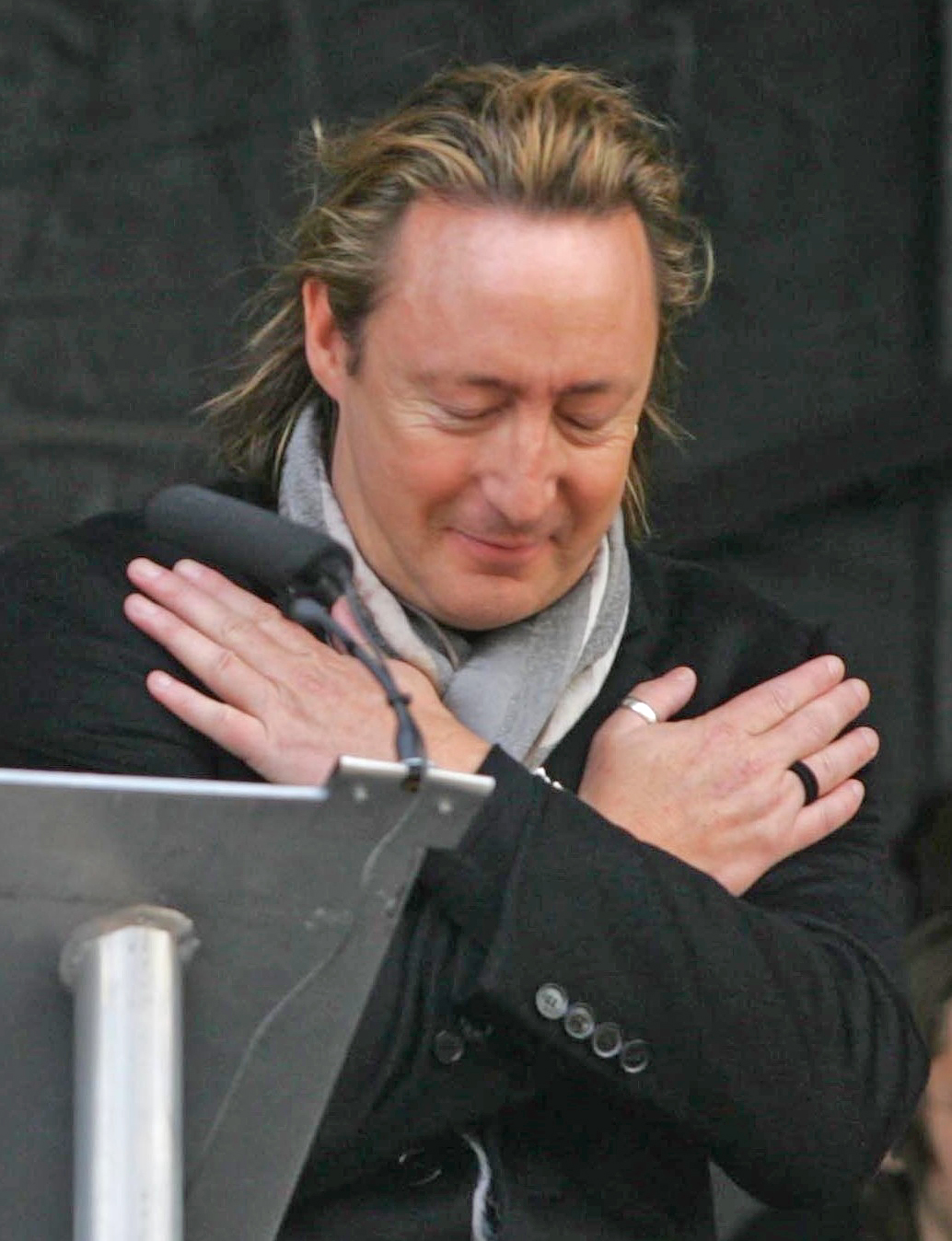
Джулиан Леннон на открытии памятника «Мир и гармония» посвящённого его отцу, 2010 год

Первый сын Леннона, Джулиан, родился в период, когда его отец был тесно вовлечён в деятельность группы на фоне пика битломании. 8 апреля 1963 года, в день рождения своего первенца, Леннон гастролировал с The Beatles. Рождение Джулиана, как и брак его матери с отцом, держалось в секрете, чтобы, как считал Эпстайн, не подвергать риску коммерческие результаты ансамбля. Джулиан вспоминал о событиях примерно четыре года спустя, когда он жил с матерью в Уэйбридже: «Я вернулся домой из школы с одной из своих акварелей. На холсте были нарисованы звёзды и девочка со светлыми волосами, которая училась со мной в школе. Папа спросил: „Что это?“. Я ответил: „Это Люси в небе с алмазами“». Леннон использовал эту фразу в качестве названия для песни The Beatles, и хотя позже распространилось мнение, что оно могло быть зашифрованной аббревиатурой LSD, Леннон настаивал: «Это песня не о наркотиках». Леннон не был близок с сыном, и Джулиан был больше привязан к Маккартни, нежели к своему отцу. Во время автомобильной поездки к Джулиану и Синтии после развода с Ленноном Маккартни сочинил песню «Hey Jules» (рус. Эй, Джулс), чтобы утешить ребёнка. Впоследствии она превратилась в композицию «Hey Jude» — одну из самых известных в репертуаре коллектива. По прошествии времени Леннон говорил: «Это его лучшая песня. Она началась как песня о моём сыне Джулиане … он превратил её в песню „Hey Jude“. Я всегда думал, что она обо мне и Йоко, но Пол сказал, что это не так».
Отношения Леннона с сыном были натянутыми, а после переезда с Оно в Нью-Йорк в 1971 году они не виделись до 1973 года. При содействии Пэнг была организована поездка Синтии и Джулиана в Лос-Анджелес к Леннону, где все вместе они посетили Диснейленд. Впоследствии Джулиан начал регулярно видеться с отцом, и Леннон даже разрешил ему сыграть на ударных во время записи композиции «Ya Ya» из альбома Walls and Bridges. Кроме того, он подарил своему сыну гитару Gibson Les Paul, а также другие музыкальные инструменты, и показал несколько гитарных аккордов. Джулиан вспоминал, что за то время, когда он общался с отцом в Нью-Йорке, они «поладили гораздо лучше»: «Мы очень веселились, много смеялись и в целом отлично провели время».
В интервью Дэвиду Шеффу незадолго до своей смерти Леннон сказал: «Шон был запланированным ребёнком, и в этом вся разница. Я, правда, не буду из-за этого любить Джулиана меньше. Он всё равно мой сын, родился ли он после [выпитой] бутылки виски или потому, что в то время ещё не было никаких таблеток. Он есть, он мой, и так будет всегда». Музыкант также заявил, что «хотя наши отношения отец-сын наверное не лучшие», он пытался восстановить связь с тогдашним 17-летним отпрыском, и уверенно спрогнозировал: «Думаю, наши с ним отношения — дело будущего». После смерти Леннона выяснилось, что он оставил Джулиану малую часть своего наследства.

### Йоко Оно
Существует две версии знакомства Леннона с Йоко Оно. По одной версии, он увидел художницу 9 ноября 1966 года в лондонской галерее Indica, где она готовила персональную выставку концептуального искусства. Друг другу их представил галерист Джон Данбар. Леннон заинтересовался экспонатом под названием «Hammer A Nail»: посетители забивали гвозди в деревянную доску, создавая произведение искусства. Хотя выставка ещё не началась, Леннон хотел забить гвоздь в чистую доску, но Оно остановила его. Данбар спросил её: «Разве ты не знаешь, кто это? Он миллионер! Он мог бы это купить». Согласно воспоминаниям Леннона 1980 года, Оно не слышала о The Beatles, но уступила при условии, что музыкант заплатит ей пять шиллингов, на что он ответил: «Я дам вам воображаемые пять шиллингов и забью воображаемый гвоздь». Впоследствии художница рассказала, что Леннон откусил яблоко, представленное в виде одноимённого экспоната, чем вызвал у неё приступ ярости. Согласно второй версии, которой придерживается Маккартни (познакомившийся с Йоко несколькими неделями ранее), в конце 1965 года художница находилась в Лондоне и собирала оригинальные музыкальные партитуры для книги Джона Кейджа «Нотации», однако Пол отказался дать ей свои рукописи для книги, предположив, что ей сможет помочь Леннон. Когда она обратилась к Джону, тот предоставил ей рукописный вариант текста песни «The Word».

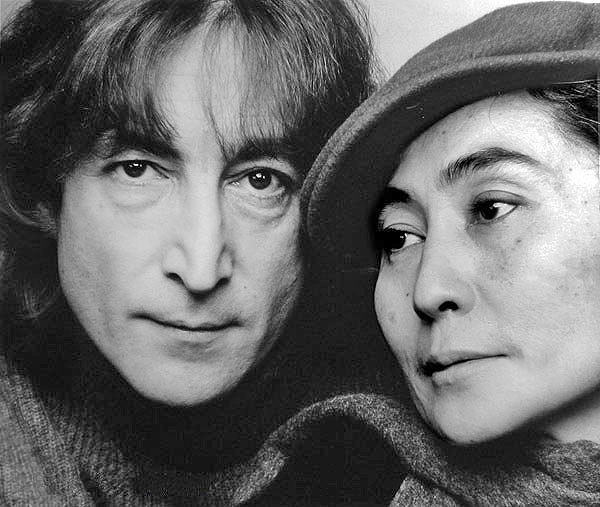
Джон Леннон и Йоко Оно в 1980 году, фотография Джека Митчелла

Оно начала звонить и навещать Леннона в его доме. Когда Синтия попросила у него объяснений, музыкант лишь отмахивался, заявляя, что художница просто пытается собрать деньги на свою «авангардную чушь». В мае 1968 года, когда его жена отдыхала в Греции, Леннон пригласил Оно к себе в гости. Они провели ночь, записывая материал, который впоследствии вошёл в альбом Two Virgins, после чего, по его словам, «занялись любовью на рассвете». Когда Синтия вернулась домой, она обнаружила Оно в её халате, пьющей чай с её мужем, который сказал лишь: «О, привет». Оно забеременела в 1968 году, по сообщениям врачей, должен был родиться мальчик. Через несколько недель после развода Леннона с Синтией, 21 ноября, у неё случился выкидыш.
За два года до расформирования The Beatles Леннон и Оно начали участвовать в акциях протеста против войны во Вьетнаме. Их свадьба состоялась в Гибралтаре 20 марта 1969 года, медовый месяц молодожёны провели в отеле Hilton Amsterdam, где организовали недельную акцию «В постели за мир». Пара планировала провести ещё один «постельный перформанс» в Соединённых Штатах, но им было отказано во въезде в страну, поэтому они организовали его в монреальском отеле Queen Elizabeth, где лёжа в кровати записали песню «Give Peace a Chance». Леннон и Оно часто сочетали пропаганду с перформансом, как в придуманном ими сатирической концепции «Бэгизм». Музыкант подробно описал этот период в песне The Beatles «The Ballad of John and Yoko». 22 апреля 1969 года Леннон изменил фамилию с помощью процедуры дидпула, добавив «Оно» в качестве среднего имени. Короткая церемония прошла на крыше здания Apple Corps, где ранее битлы отыграли свой знаменитый «концерт на крыше». Хотя впоследствии музыкант использовал имя Джон Оно Леннон, в официальных документах он упоминался как Джон Уинстон Оно Леннон, поскольку ему не разрешалось отозвать имя, данное при рождении. Пара поселилась в усадьбе «Титтенхёрст» в Саннингхилле, графство Беркшир. После того как Оно пострадала в автокатастрофе, Леннон установил большую двуспальную кровать в студии звукозаписи, где The Beatles работали над своим последним альбомом Abbey Road. Чтобы избежать критики в свой адрес из-за распада The Beatles, Йоко предложила Леннону, которому надоело быть «просто рок-звездой», временно переехать в Нью-Йорк, что они и сделали 31 августа 1971 года. Размышляя о том, почему он предпочёл «Большое яблоко» Лондону, в который никогда больше не возвращался, музыкант говорил интервьюерам: «Если бы я жил в древние времена, я бы жил в Риме. Сегодня Америка — это Римская империя, а Нью-Йорк — это сам Рим. Он живёт на моей скорости».
Первое время пара жила в гостинице St. Regis Hotel на 5-й авеню. 16 октября 1971 года они переехали в квартиру, расположенную на Бэнк-стрит в Гринвич-Виллидже. С 1973 года, после ограбления, Леннон и Оно жили в фешенебельном жилом доме «Дакота», на пересечении 72-й улицы и Сентрал-Парк-Уэст, с видом на Центральный парк.

### Мэй Пэнг

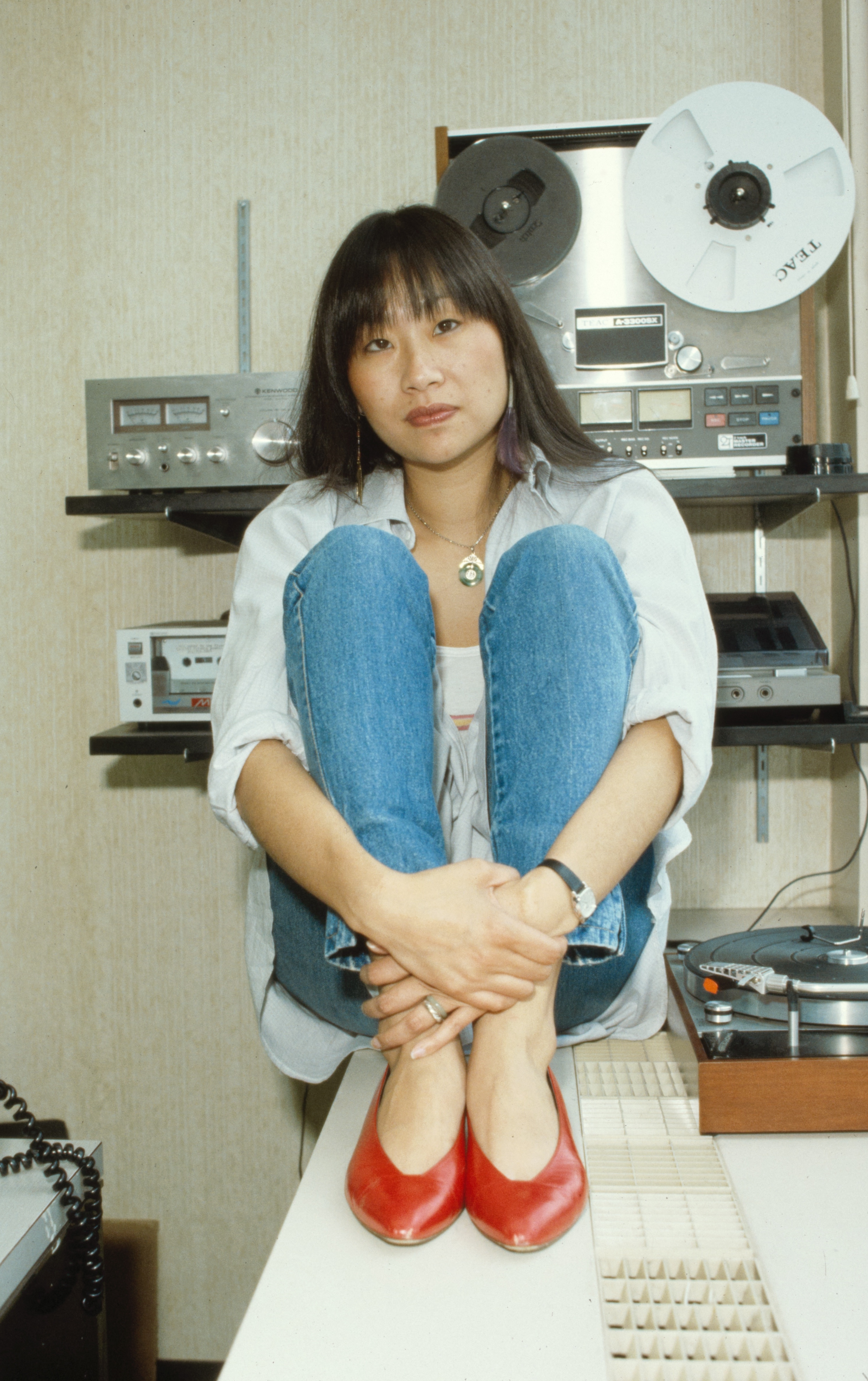
Мэй Пэнг, 1983 год

Мэй Пэнг с 1969 года работала секретарём в ABKCO Industries, основанной в 1968 году Алленом Клейном в качестве управляющей компании ABKCO Records. Леннон и Оно познакомились с ней в следующем году, поскольку сотрудничали с ABKCO. Вскоре Пэнг стала их личным помощником и проработала с парой три года. В 1973 году Оно призналась ей, что они с Ленноном начали отдаляться друг от друга, и предложила Пэнг стать любовницей музыканта: «Ты ему очень нравишься». Поражённая предложением Оно, Пэнг, которой на тот момент было 22 года, тем не менее согласилась на её просьбу. Вскоре они с Ленноном переехали в Лос-Анджелес, начав 18-месячный период, который он назвал «потерянным уикэндом». В Лос-Анджелесе Пэнг убедила музыканта возобновить отношения с Джулианом, которого он не видел два года. Леннон возобновил дружбу со Старром, Маккартни, роуди The Beatles Мэлом Эвансом, а также певцом Гарри Нилссоном. Однажды, выпивая с ним, Леннон поссорился с Пэнг, набросился на неё и начал душить. Леннон уступил только после того, как Нилссон оттащил его от девушки.
В июне Леннон и Пэнг вернулись на Манхэттен, подготовив для Джулиана свободную комнату в своей съёмной квартире, для его будущих визитов к отцу. Леннон, которому Оно запрещала поддерживать ненужные связи, начал восстанавливать отношения с другими родственниками и друзьями. В декабре он и Пэнг рассматривали возможность покупки дома, и музыкант перестал отвечать на телефонные звонки Оно. В январе 1975 года он согласился встретиться со своей бывшей пассией, которая утверждала, что нашла средство бросить курить. После встречи он не вернулся домой и не позвонил Пэнг. Когда девушка сама позвонила ему на следующий день, Оно сказала ей, что Леннон не сможет подойти к телефону, так как спит после сеанса гипнотерапии. Два дня спустя Леннон и Пэнг встретились в приёмной стоматолога; он ничего не соображал и был растерян до такой степени, что девушка решила, что ему промыли мозги. Музыкант объяснил ей, что они с Оно снова вместе, а Пэнг разрешено остаться его любовницей.

### Шон Леннон

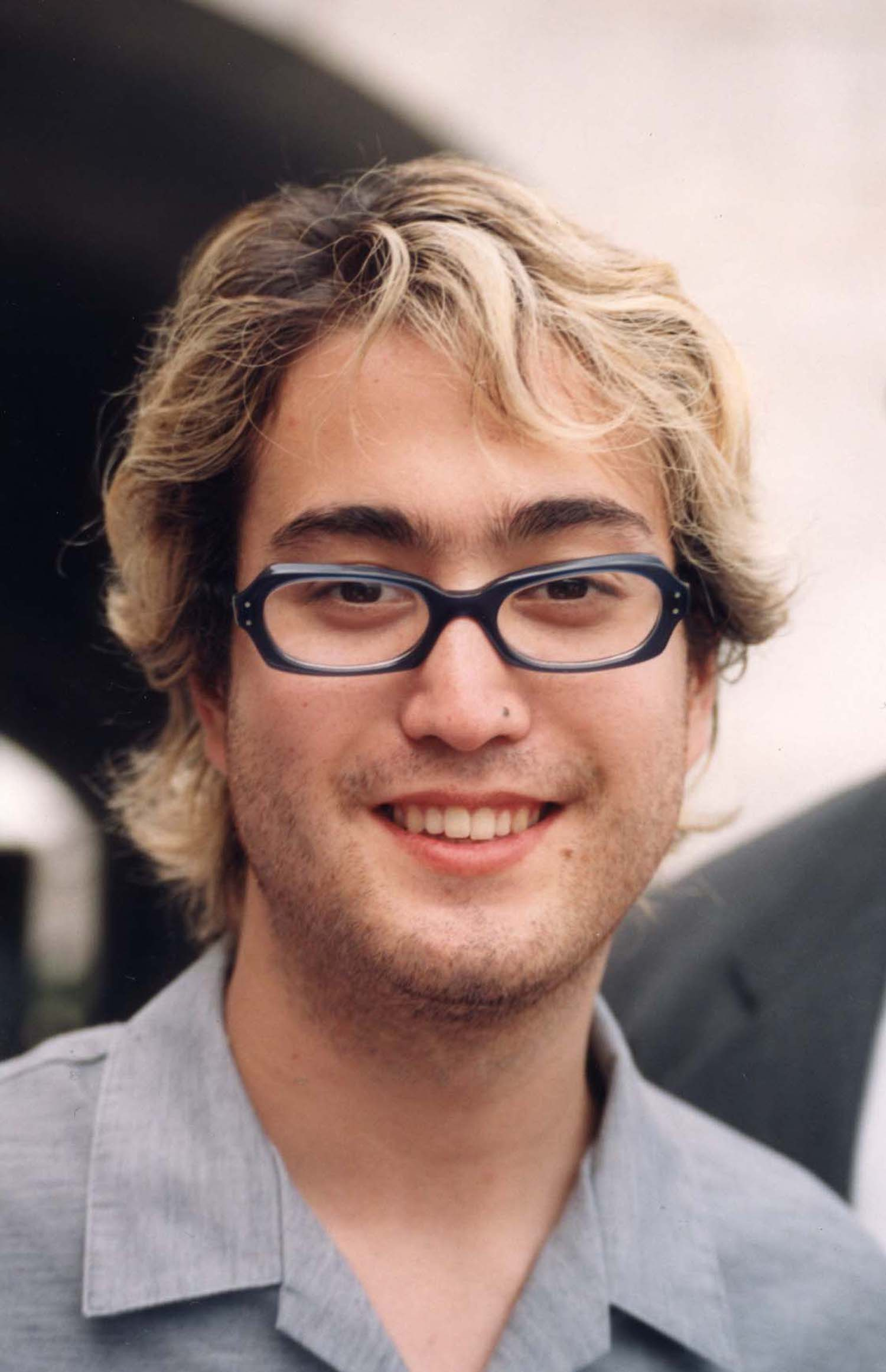
Шон Леннон, 1998 год

После воссоединения с Ленноном Йоко забеременела, но так как три её предыдущие беременности закончились выкидышами, она первоначально склонялась к аборту. Йоко согласилась не прерывать беременность только при условии, что Леннон станет вести домашнее хозяйство, и музыкант согласился на это требование. Шон появился на свет в результате кесарева сечения 9 октября 1975 года, в 35-й день рождения Леннона.
После рождения Шона Леннон взял перерыв в музыкальной индустрии на пять лет. Он посвятил себя сыну, просыпаясь каждый день в 6 утра, чтобы распланировать день, приготовить еду и провести время с Шоном. Леннон нанял специального человека, который должен был фотографировать Шона каждый день во время первого года его жизни, и нарисовал для него множество рисунков, которые были посмертно опубликованы в виде художественного альбома «Real Love: The Drawings for Sean». Позже Леннон с гордостью говорил: «Он не вылез из моего живота, но, клянусь Богом, это я создал его кости, потому что я каждый раз готовил ему еду, наблюдал как он спит, и я знаю, что он плавает как рыба».

### Бывшие битлы

Группа The Beatles и Махариши Махеш Йоги

Отношения Леннона со Старром всегда оставались дружескими, даже после распада The Beatles, но его отношения с Харрисоном и Маккартни были сложными. Первоначально он был близок с Джорджем, но они разошлись после того, как Леннон переехал в США. Когда в декабре 1974 года Харрисон приехал в Нью-Йорк с гастролями в поддержку Dark Horse, Леннон согласился присоединиться к нему на сцене, однако не пришёл на концерт после ссоры, вызванной его отказом подписывать соглашение, которое бы окончательно аннулировало юридическое партнёрство битлов. Впоследствии Харрисон вспоминал, что, когда он посетил Леннона во время пятилетнего музыкального перерыва, он почувствовал, что Джон пытается наладить общение, но связь с Оно мешала ему. В 1980 году Леннон счёл себя оскорблённым, когда Харрисон выпустил автобиографию, в которой он почти не упоминался. Музыкант сетовал: «Меня это задело. Судя по полному отсутствию в ней меня, моё на него влияние ничтожно, равняется полному нулю. […] Он вспоминает каждого саксофониста, сыгравшего у него пару нот, или гитариста, с которым он случайно пересёкся в последние годы. Но меня в книге нет».
Самые противоречивые чувства Леннон испытывал по отношению к Маккартни, которого атаковал в песне «How Do You Sleep?»; Джон спорил с ним через СМИ в течение трёх лет после распада группы. Впоследствии они начали восстанавливать отношения, схожие с их прежней дружбой, а в 1974 году даже музицировали вместе, прежде чем снова отдалиться друг от друга. Джон вспоминал, что во время последней встречи с Полом (апрель 1976 года) они смотрели эпизод «Субботним вечером в прямом эфире», в котором Лорн Майклз сделал ставку в размере 3000 долларов на то, что The Beatles воссоединятся. По словам Леннона, они решили отправиться в телестудию, чтобы в шутку потребовать деньги, но были слишком уставшими. Леннон подытожил свои чувства к Маккартни в интервью, которое он дал за три дня до своей смерти: «Всю свою карьеру я работал только с … двумя людьми — Полом Маккартни и Йоко Оно… И это очень неплохой выбор».
Леннон не поддерживал отношения с Маккартни, но всегда конкурировал с ним в музыкальном плане и следил за его творческой деятельностью. Во время пятилетнего перерыва в карьере, по словам Фреда Симана (помощника Леннона и Оно в то время), Леннон наслаждался периодом безделья, пока Маккартни создавал музыку, которую Леннон считал весьма посредственной. Когда в 1980 году Маккартни выпустил сингл «Coming Up», Леннон в шутку говорил: «Она сводит меня с ума!», так как не мог выкинуть её мелодию из головы. В том же году его спросили, являются ли экс-битлы заклятыми врагами или лучшими друзьями, и он ответил, что они не были ни тем, и ни другим, и что он давно ни с кем из них не общался. Леннон при этом заметил: «Я всё ещё люблю этих парней. Группа The Beatles распалась, но Джон, Пол, Джордж и Ринго продолжают существовать».

## Политический активизм

#### Протестные акции

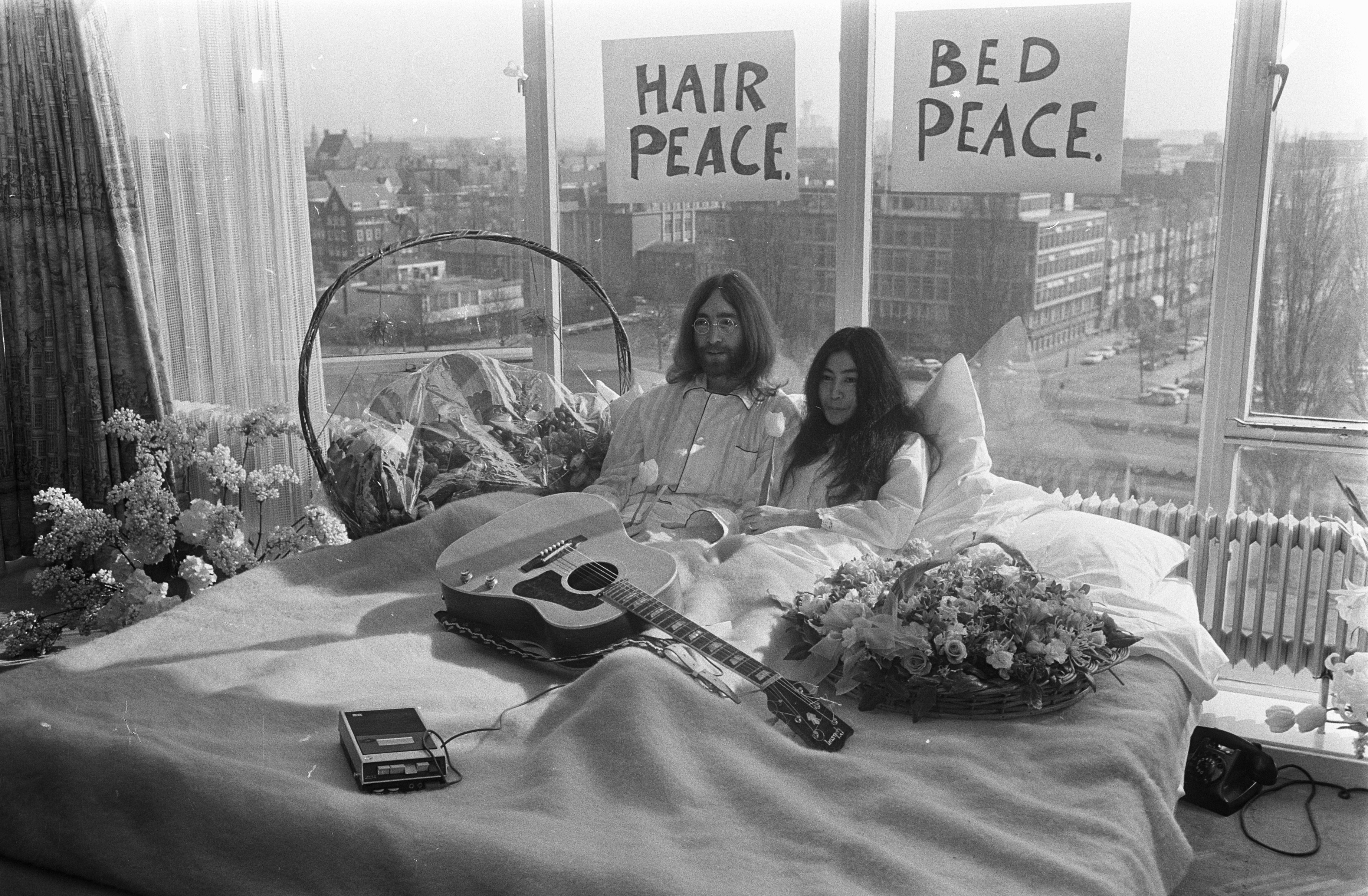
Джон Леннон и Йоко Оно в первый день протестной акции «В постели за мир»

Леннон и Оно провели свой медовый месяц в отеле Hilton Amsterdam, устроив там «постельное интервью»; в марте 1969 года эта акция привлекла внимание и вызвала насмешки мировых СМИ. Через три месяца, во время второй постельной акции пары в монреальском отеле Queen Elizabeth, Леннон экспромтом сочинил песню «Give Peace a Chance». Выпущенная в виде сингла, она быстро стала гимном пацифистского движения — 15 ноября её спели больше четверти миллиона демонстрантов против войны во Вьетнаме в Вашингтоне, во время Второго вьетнамского моратория. В декабре Леннон и Оно оплатили рекламные щиты в десяти городах по всему миру, на которых было написано: «Война окончится, если ты этого хочешь» (на языке страны).
На протяжении года Леннон и Оно поддерживали попытки семьи Джеймса Ханратти, повешенного в 1962 году, доказать его невиновность. По словам Леннона, те, кто осудили Ханратти, были «теми же людьми, которые доставляют оружие в Южную Африку и убивают чёрных на улицах … Те же подонки, которые сейчас у власти, те, кто всем управляет, это чёртово буржуазное общество». В Лондоне Леннон и Оно устроили протестные маршы «Британия убила Ханратти» и «Молчаливый протест Джеймса Ханратти», а также сняли 40-минутный документальный фильм, посвящённый этому судебному делу. В 2002 году состоялось апелляционное слушание, по итогам которого приговор Ханратти был оставлен в силе. Вердикт основывался на тестах ДНК, подтвердивших его виновность.
В 1971 году Леннон и Оно выразили свою солидарность бастующим рабочим Судостроительного консорциума, послав им букет красных роз и чек на 5000 фунтов. В Нью-Йорке они подружились с двумя членами «Чикагской семёрки» — йиппи Джерри Рубином и Эбби Хоффманом. Другой видный политический активист Джон Синклер, поэт и соучредитель фракции Белые пантеры, которому симпатизировала пара, в то время отбывал десять лет тюремного заключения за продажу двух косяков марихуаны (он был ранее осуждён за её хранение). В декабре 15 000 человек посетили «Ралли свободы Джона Синклера» — протестный благотворительный концерт, проходивший в Анн-Арборе при участии Леннона, Стиви Уандера, Боба Сегера, Бобби Силла из фракции Чёрные пантеры и других. Леннон и Оно, при поддержке Дэвида Пила и Джерри Рубина, исполнили акустический сет из четырёх песен (выпущенных на их следующей пластинке), включая «John Sinclair», которая содержала призыв к его освобождению. За день до митинга сенат Мичигана принял закон, который значительно снизил сроки наказания за хранение марихуаны, и через четыре дня Синклер был освобожден под залог. Выступление было записано на плёнку, две песни позднее были выпущены в сборнике John Lennon Anthology (1998).
«Я думаю, что нашим обществом руководят сумасшедшие люди, преследующие сумасшедшие цели. […] Нами руководят маньяки ради собственной финансовой выгоды. […] Но вы ведь понимаете, что за такие слова меня самого могут посчитать сумасшедшим. Вот это и есть настоящее безумие».
После событий «Кровавого воскресенья», произошедших в Северной Ирландии в 1972 году, когда британская армия застрелила четырнадцать безоружных протестующих за гражданские права, Леннон заявил, что, если выбирать между армией и ИРА (члены которой не участвовали в инциденте), он будет на стороне последних. Вместе с Оно музыкант сочинил две песни, направленные против официального британского присутствия и действий в Ирландии, для их совместного альбома Some Time in New York City: «The Luck of the Irish» и «Sunday Bloody Sunday». В 2000 году Дэвид Шейлер, бывший сотрудник британской службы внутренней безопасности MI5, предположил, что Леннон передавал деньги ИРА, хотя Оно опровергла эту информацию. По словам биографа Билла Гарри, после «Кровавого воскресенья» Леннон и Оно оказывали финансовую поддержку съёмкам политического фильма «Ирландские плёнки», документальному проекту республиканской направленности.

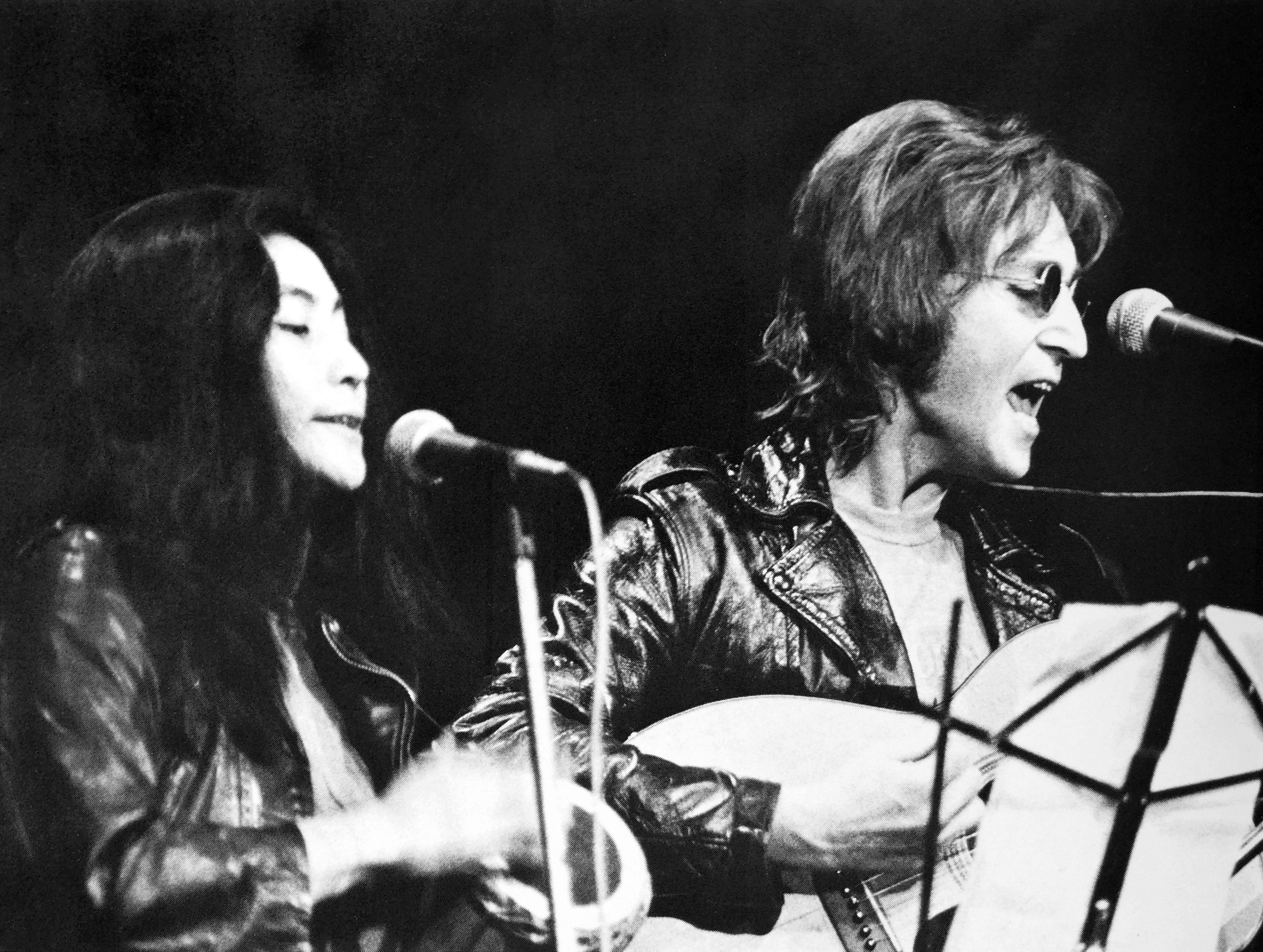
Джон Леннон и Йоко Оно выступают на Ралли свободы Джона Синклера

Согласно отчётам ФБР, подтверждённым Тариком Али в 2006 году, Леннон симпатизировал троцкистам из Международной марксистской группы, сформированной в Великобритании в 1968 году. Однако в ФБР музыканта всерьёз как революционера не воспринимали, поскольку он «постоянно находился под воздействием наркотиков».
В 1973 году Леннон написал лимерик под названием «Почему грустно быть геем?» для «Книги освобождения геев» Лена Ричмонда. Последним актом политического активизма музыканта было заявление в поддержку забастовки работников санитарной службы и уборки в Сан-Франциско, которая проходила 5 декабря 1980 года. Вместе с Оно он планировал присоединиться к протестным акциям 14 декабря. Бывший личный помощник Леннона Фред Симэн утверждал, что к этому времени музыкант уже практически отказался от своих контркультурных взглядов, которые он продвигал в 1960-х и 1970-х годах, и стал придерживался более консервативного мировоззрения, в частности, выражая поддержку Рональду Рейгану. Как полагает Джон Винер, последние публичные заявления Леннона не содержат доказательств его симпатий к республиканцам, а Симэн не является надёжным источником (он был условно осуждён за воровство личных вещей музыканта после его смерти).

#### Попытка депортации

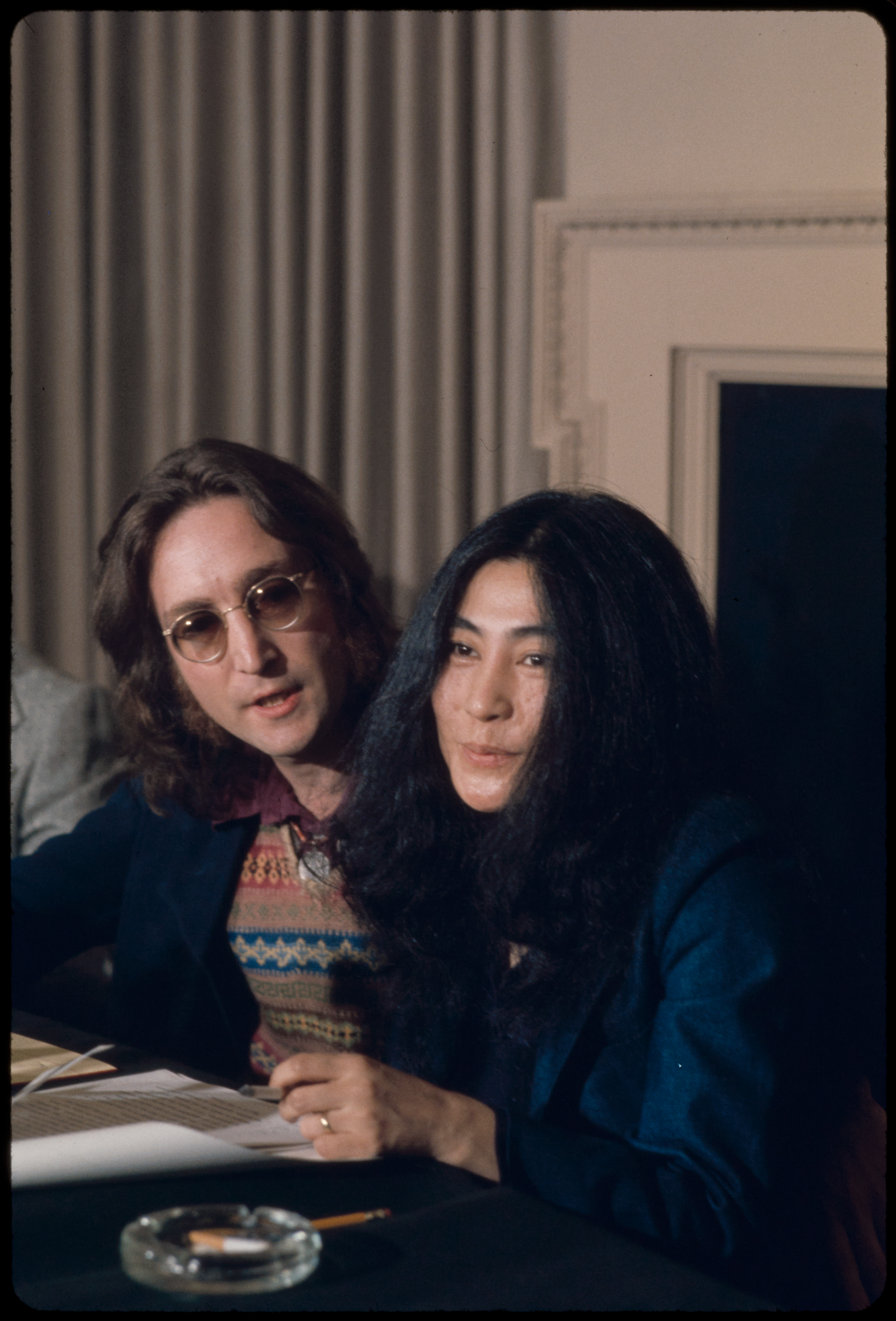
Джон Леннон и Йоко Оно на пресс-конференции, посвящённой идее Нутопии

После того как «Give Peace a Chance» и «Happy Xmas (War Is Over)» стали ассоциироваться с антивоенным движением, администрация президента Никсона, узнав об участии Леннона в концерте, который должен был пройти в Сан-Диего одновременно с национальным съездом Республиканской партии, попыталась его депортировать. Никсон считал, что антивоенная деятельность музыканта может стоить ему его переизбрания; сенатор-республиканец Стром Турмонд в меморандуме от февраля 1972 года предположил, что «депортация станет стратегической контрмерой» против Леннона. В следующем месяце Служба иммиграции и натурализации США начала процедуру депортации музыканта. Поводом стало предъявленное Леннону в 1968 году обвинение в хранение марихуаны в Лондоне, которое лишило его права получить разрешение на пребывание в США. Дело о депортации рассматривалось три с половиной года, 8 октября 1975 года суд второй инстанции вынес отрицательный вердикт и постановил, что «не одобряет выборочную депортацию на секретных политических основаниях». Во время судебной тяжбы Леннон посещал митинги и появлялся на телевидении. В феврале 1972 года в течение недели он вместе с Йоко вёл передачу «Шоу Майка Дугласа», пропагандируя левый радикализм. В 1972 году музыкант Боб Дилан написал в иммиграционную службу письмо в защиту Леннона, в котором говорилось: 
Джон и Йоко добавляют весомости и куражу так называемым художественным институтам страны. Они вдохновляют, выходят за рамки и стимулируют, тем самым лишь помогая другим увидеть чистый свет и положить конец этому безвкусию мелкой коммерциализации, которую подавляющая часть средств массовой информации выдаёт за истинное искусство. Ура Джону и Йоко. Позвольте им остаться, жить здесь и дышать. В этой стране много свободного места. Позвольте Джону и Йоко остаться!
23 марта 1973 года Леннону было приказано покинуть США в течение 60 дней. В свою очередь Оно получила официальное разрешение на проживание в стране. В ответ они провели пресс-конференцию, состоявшуюся 1 апреля 1973 года в Коллегии адвокатов Нью-Йорка, на которой объявили о создании штата Нутопия; места, где «нет земель, границ, паспортов, только люди». Размахивая белым флагом Нутопии (представляющим собой два носовых платка), они попросили политического убежища в США. Пресс-конференция была снята на видео и появилась в документальном фильме «США против Джона Леннона» (2006). Вскоре после пресс-конференции стало известно о причастности Никсона к политическому скандалу, а в июне начались слушания по печально известному Уотергейтскому делу. Четырнадцать месяцев спустя этот инцидент привёл к отставке президента. В декабре 1974 года, во время посещения Харрисоном Белого дома, музыкант попросил Джеральда Форда, преемника Никсона, вмешаться в этот вопрос. Администрация Форда не проявила особой заинтересованности к продолжению давления на Леннона, и в 1975 году приказ о его депортации был отменён. В следующем году музыкант получил грин-карту, дающую ему право на постоянное проживание в стране, а в январе 1977 года, когда Джимми Картер вступил в должность президента, Леннон и Оно присутствовали на инаугурационном балу.

#### Слежка со стороны ФБР и рассекреченные документы

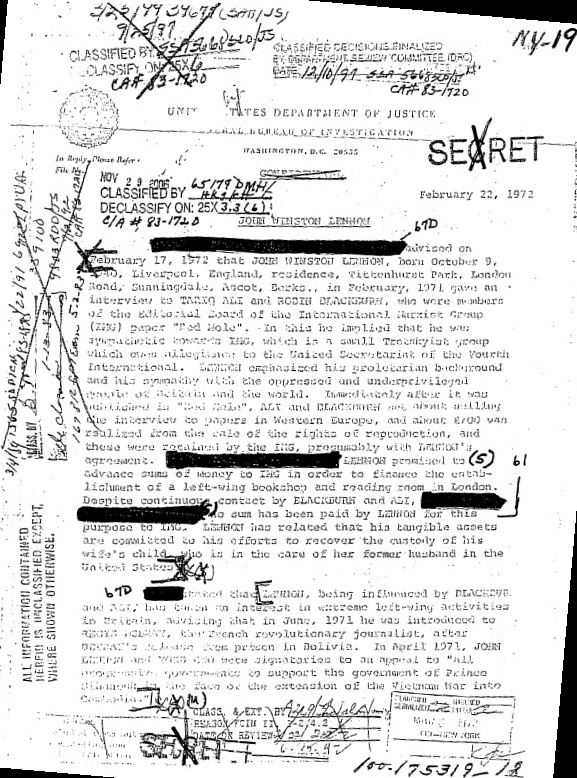
Конфиденциальное (на фото рассекречено и подвергнуто цензуре) письмо Джона Эдгара Гувера о слежке, организованной ФБР за Джоном Ленноном

После смерти Леннона историк Джон Винер направил в ФБР запрос, в соответствии с Законом о свободном доступе к информации, с просьбой рассекретить материалы, связанные с ролью бюро в попытке депортации музыканта. ФБР признало, что у них имеется 281-страничное досье на Леннона, однако отказалось раскрыть бо́льшую его часть на основании того, что оно содержит информацию, связанную с национальной безопасностью. В 1983 году Винер подал в суд на ФБР при содействии Американского союза гражданских свобод Южной Калифорнии. Потребовалось 14 лет судебных разбирательств, чтобы заставить бюро обнародовать остальные страницы. В 1991 году представлявшая интересы Винера организация ACLU добилась положительного решения по их иску против ФБР в Девятом Округе. Министерство юстиции обжаловало это решение в Верховном суде в апреле 1992 года, однако суд отказался пересматривать дело. В 1997 году, соблюдая недавно введённое президентом Биллом Клинтоном правило, согласно которому документы следует удерживать только в том случае, если их разглашение повлечет за собой «предсказуемый ущерб», Министерство юстиции урегулировало большинство вопросов во внесудебном порядке, предоставив все запрашиваемые документы, кроме 10 страниц.
В январе 2000 года Винер опубликовал результаты своей 14-летней работы. Книга «Gimme Some Truth: The John Lennon FBI Files» содержала факсимиле документов, в том числе «длинные отчёты конфиденциальных информаторов, подробно описывающие повседневную жизнь антивоенных активистов, доклады в Белый дом, стенограммы телепередач, в которых Леннон участвовал, и предложение об организации ареста Леннона местной полицией по обвинению в связи с наркотиками». Впоследствии этот материал лёг в основу документального фильма «США против Джона Леннона». На последних десяти страницах досье Леннона сообщалось о его связях с лондонскими антивоенными активистами в 1971 году. Эти материалы были засекречены, поскольку содержали «информацию о национальной безопасности, предоставленную иностранным государством на условии неразглашения», их рассекретили в декабре 2006 года. В обнародованных материалах отсутствовали указания на то, что британское правительство рассматривало Леннона как серьёзную угрозу. Одним из примеров опубликованного материала был отчёт о том, что два видных британских левака надеялись, что музыкант профинансирует открытие книжного магазина и читального зала соответствующей политической направленности.

## Другая творческая деятельность

### Живопись
В 1967 году Леннон, который был близок к искусству с колледжа, финансировал и анонимно участвовал в художественной выставке Оно «Половина комнаты», проходившей в галерее Лиссон. Сотрудничество с Оно в проекте Plastic Ono Band, которое началось в 1968 году, сблизило музыканта с художественным движением Флюксус. Летом того же года Леннон организовал персональную художественную выставку You Are Here, проходившую в галерее Роберта Фрейзера, где демонстрировал свои картины и образцы концептуального искусства. Выставка, посвящённая Оно, включала круглую белую монохромную картину диаметром шесть футов под названием «You Are Here» (1968). Кроме белой монохромной краски, на его поверхности была нанесена лишь крохотная надпись «you are here». Эта картина и выставка в целом были задуманы как ответ на концептуальное произведение Оно «This is Not Here» (1966), которое было частью её флюксовской инсталляции из настенных текстов под названием Blue Room Event (1966). Перформанс состоял из предложений, которые Оно написала прямо на стенах и потолке своей белой нью-йоркской квартиры. Экспозиция Леннона «Ты здесь» также включала шестьдесят коробок для сбора благотворительных пожертвований, пару ботинок автора с надписью «I take my shoes off to you», реди-мейдовый чёрный велосипед (очевидный оммаж Марселю Дюшану и его Велосипедному колесу 1917 года), перевернутую белую шляпу с надписью «For The Artist» и большую стеклянную банку, полную белых значков «You Are Here». Реакция публики снималась скрытой камерой. На открытии 1 июля Леннон, одетый во все белое (как и Оно), выпустил в городское небо 365 белых воздушных шаров. К каждому из них была прикреплена небольшая бумажная карточка, которую нужно было отправить назад Леннону в галерею Фрейзера на Дьюк-стрит, 69, с комментариями нашедшего.
В Нью-Йорке с 18 апреля по 12 июня 1970 года Леннон и Оно представили серию мероприятий и концертов концептуального искусства (проходившую в стилистике Флюксуса) в музыкальном магазине Tone Deaf Music Store Джо Джонса под названием GRAPEFRUIT FLUXBANQUET. Среди них были такие перформансы, как «Come Impersonating John Lennon & Yoko Ono», «Grapefruit Banquet» и «Portrait of John Lennon as a Young Cloud by Yoko + Everybody». Кроме того, в том же году Леннон создал The Complete Yoko Ono Word Poem Game (1970) — концептуальный художественный коллаж из стихотворений, в котором использовался алеатористический метод нарезки, типичный для работ Джона Кейджа и многих художников Флюксус. Техника нарезки уходит корнями к дадаистам 1920-х годов и была популяризирована в начале 1960-х годов писателем Уильямом С. Берроузом. Для The Complete Yoko On Word Poem Game Леннон использовал фотографию своего портрета, которая была включена в конверт «Белого альбома», и разрезал её на 134 маленьких прямоугольников. На обратной стороне каждого из них было написано по одному слову из стихотворения. Согласно концепции коллаж можно было собирать в произвольной манере. The Complete Yoko Ono Word Poem Game был подарен Ленноном его жене 28 июля в подписанном концерте — надпись гласила, что она может собирать и разбирать коллаж в произвольном порядке и в любой момент.
«Один человек как-то сказал, что карикатуристы — это творчески одарённые люди, которые боятся провалиться как художники и поэтому превращают всё в шутку. Для меня мои карикатуры сродни японской живописи — если вы не способны нарисовать что-то одной линией, порвите рисунок».
Леннон время от времени делал причудливые рисунки и репродукции. Например, музыкант выставил в Лондонской художественной галерее Юджина Шустера серию своих литографий под названием Bag One, среди которых было несколько изображений эротического характера. Выставка открылась 15 января 1970 года, однако уже через 24 часа в галерею нагрянули сотрудники полиции и конфисковали 8 из 14 изображений, расценив их как непристойные. Литографии были нарисованы Ленноном в 1969 году, на них были запечатлены сцены его свадьбы и медовый месяц с Йоко Оно, а также акция «В постели за мир», инициированная музыкантом во имя мира во всём мире.
В 1969 году Леннон снялся в художественном фильме Йоко Оно «Автопортрет» (сделанном в стилистике Флюксуса), премьера которого состоялась в Институте современного искусства. В 1971 году Леннон сам снял экспериментальный художественный фильм под названием «Эрекция», который был смонтирован на 16-мм плёнке Джорджем Мачюнасом, основателем художественного течения Флюксус и авангардистом, близким к Оно. В качестве саундтрека к фильму использовались песни «Airmale» и «You» из альбома Оно Fly, 1971 года.
В 2014 году коллекция рукописей и рисунков (89 лотов) Леннона была продана за $2,9 млн на аукционе Sotheby’s. Отмечается, что 83 % лотов ушли с молотка по цене, превышающей верхнюю границу оценочной стоимости. По данным представителей аукционного дома, это была самая большая коллекция работ Джона Леннона, когда-либо выставлявшаяся на продажу. Аукцион был приурочен к 50-летию первых гастролей The Beatles в США.

## Анализ творчества

### Поэтический стиль
Авторский стиль Джона Леннона, начавшись c «беззаботных и бездумных песенок» в The Beatles, с годами прогрессировал к более серьёзному материалу. Одной из первых таких песен была «I’m a Loser» (1964), написанная под сильным влиянием Боба Дилана. Выпущенная годом позже «Help!» развивала тему беззащитности и уязвимости человека, достигшего, казалось бы, вершины успеха и ставшего кумиром молодёжи. Леннон характеризовал её одной из первых своих «настоящих, основанных на собственном опыте и переживаниях» песен. В последующих интервью музыкант вспоминал, что в тот период увлекался песнями Дилана: «Вместо того чтобы проецировать на себя ту или иную ситуацию, я попытался выразить свои чувства о себе, как делал в своих книгах. Думаю, осознать это мне помог Дилан […] я просто слушал его песни». В дальнейшем творчестве под влиянием Дилана музыкант всегда ставил во главу угла своей работы самоанализ. Среди других рок-звёзд, повлиявших на его ранние работы, Леннон называл Чака Берри, Роя Орбисона, Элвиса и Бадди Холли. С течением времени Джон находил всё больше вдохновения в более широком музыкальном спектре, в том числе в авангардной музыке. Увлечение последним направлением не в последнюю очередь было связано с влиянием Йоко Оно, «влияние которой на жизнь, образ мыслей, поведение и творчество Леннона […] было, безусловно, огромным». Позднее музыкант так описывал свой метод: 
Знаете, я просто строчу на клочке бумаги. А потом складываю получившееся в отдельную стопку. Когда какой-либо текст становится более-менее интересным, я сажусь за пишущую машинку и начинаю печатать. Добавляю кое-чего в процессе. Кое-что меняю. Как правило, когда я добираюсь до машинки, это уже третий черновик. […] Финальная версия получается только после записи. Я всегда меняю слово или два в последний момент.
В ряде композиций отразился наркотический опыт Леннона: «She Said, She Said» была написана после приёма LSD, как и «I Am the Walrus». По словам музыканта, в тот период он постоянно писал, затуманивая смысл: «Объединяешь несколько образов, как-то связываешь их и называешь это поэзией». Леннон отмечал, что сочинял её в том же ключе, что и книгу «Пишу как пишется», отчасти вдохновившись «Алисой в стране чудес» Льюиса Кэррола, которую назвал «красивейшей вещью». Увлечение артиста психоделиками и связанной с ними музыкой нашло своё отражение в песнях «Tomorrow Never Knows», «Strawberry Fields Forever» (Леннон считал её своим высшим достижением) и «Lucy in the Sky with Diamonds», название последней некоторые журналисты посчитали аббревиатурой одноимённого наркотика, что автор категорически отрицал. В свою очередь в «Cold Turkey» он задокументировал состояние ломки.
Леннон стал широко известен как автор политических манифестов и антивоенных гимнов благодаря поздним произведениям The Beatles и сольному творчеству. Так, написанная им в 1968 году песня «Revolution» ознаменовала поворот музыканта в сторону контркультурного движения. Она представляла собой сконцентрированное выражение размышлений автора о происходящих вокруг него событиях и прямым ответом тем, кто ожидал от него этой реакции. В последующие годы Леннон вновь затрагивал тему «воинственной революционности» в «Power to the People», а также размышлял о классовых вопросах в «Working Class Hero». Последняя песня представляла собой «безжалостный социальный анализ» вполне марксистского толка, где к традиционному «опиуму для народа» добавлялись ещё телевидение и секс. В песне «God», которая начинается словами «Бог — это понятие, по которому мы мерим нашу боль», музыкант коснулся темы религии в свойственной ему «лаконичной, ультимативной, категоричной манере», изложив сложные вопросы простыми словами. Тема религии была затронута и в одной из самых известных песен артиста, «Imagine», которую он назвал «антирелигиозной и антинационалистической». Для многих песня стала «гимном мира» и пацифизма, важной для Леннона темы, которой были посвящены также «Happy Xmas (War Is Over)» и «Give Peace a Chance».

Критик Александр Кан считает, что Леннон создал так называемый «исповедальный рок»: «годами погружаясь в глубины своего подсознания, двигаясь по пути выражения в песнях своих личных переживаний, сомнений, фрустраций» в своём альбоме John Lennon/Plastic Ono Band, музыкант, по мнению критика, записал песни, чтобы побороть свои потаённые и глубинные страхи, сомнения и тяжёлые переживания. Эти произведения имели аскетическое и одновременно выразительное музыкальное сопровождение, они, по словам Кана, «не только открыли публике сложный, болезненный внутренний мир и без того широко известного артиста, но и показали многочисленным адептам экс-битла путь искреннего, отбросившего музыкальные и „поэтические завитушки“ поп-музыки настоящего рок-искусства». Критик отмечает, что рок-музыка никогда не знала ничего подобного откровенному выплеску эмоций, продемонстрированному Ленноном в «Mother», а также других ключевых произведений пластинки, таких как «Working Class Hero» и «God». Из этой откровенности, по оценке Кана, выросло целое направление «исповедального рока», к которому можно отнести лучшие творения Роберта Уайатта, Ника Дрейка и даже поздние пластинки Джонни Кэша. «Таким же болезненно обнажённым криком души стал предсмертный альбом Дэвида Боуи „Blackstar“», подчеркнул Кан. Сам Леннон называл сочинение песен «пыткой», сравнивая процесс с «избавлением от демонов», и отмечал, что ему приходилось тяжело, «за исключением десятка песен, которые снизошли свыше». Музыкант признавался, что критически относится к своему творчеству. Между тем, Леннон отмечал: 
Мне со словами  всегда было проще, хотя Пол тоже прекрасный текстовик. […] Но Пол всегда уходил от сложностей, вместо того, чтобы как-то их решать. […] Он написал „Yesterday“, и, как мне кажется, это отличный текст. Он работает. Но понимаете, да, текст хорош, однако попробуйте прочесть его от начала  и до конца — он вам ни о чём не скажет. Вы так и не поймёте, о чём же в песне речь. […] В моих песнях что-то додумывать не нужно…

### Вокальный стиль

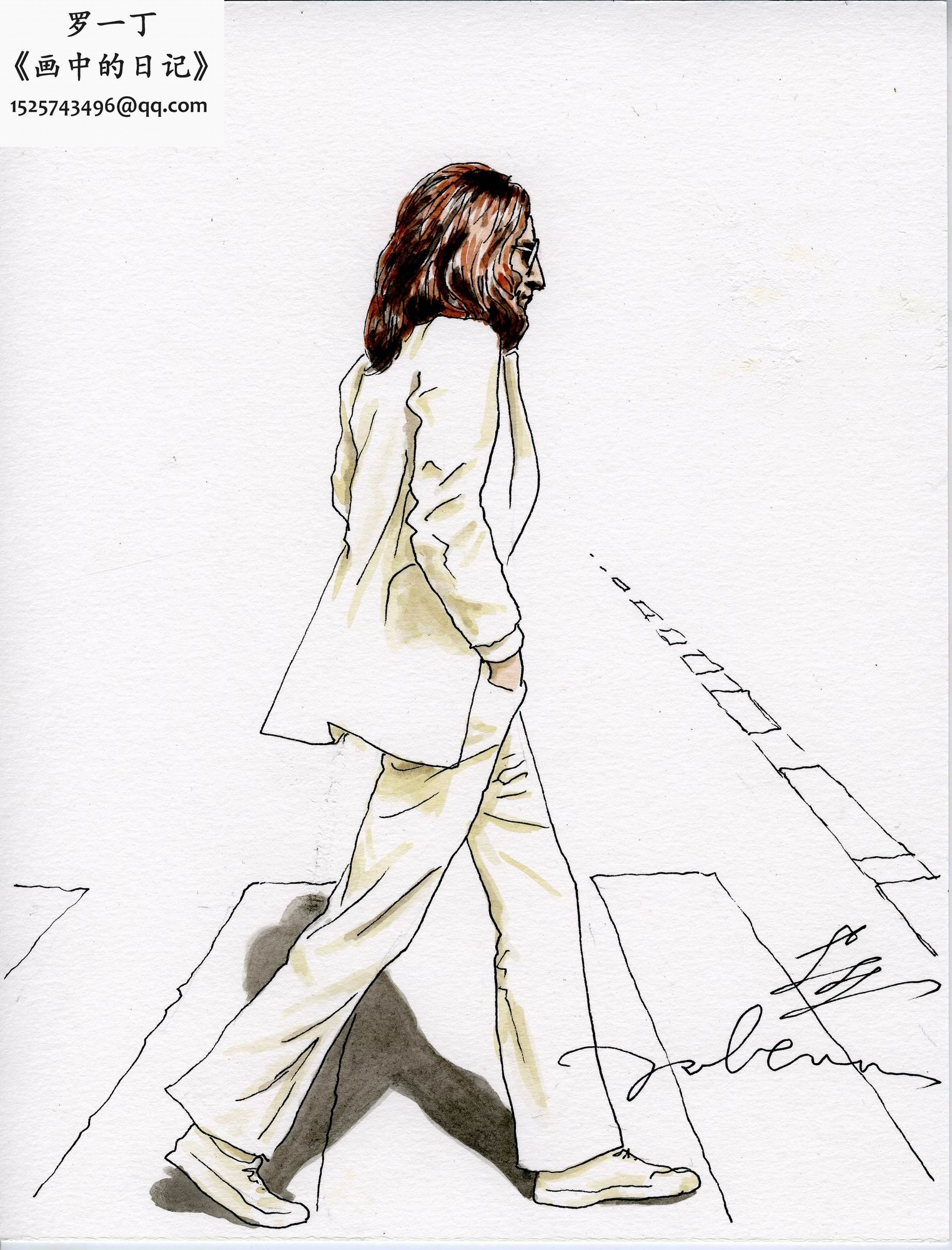
Главный битл

Британский критик Ник Кон так отзывался о Ленноне: «У него был один из лучших голосов в истории поп-музыки, резкий, грубый и задумчивый, неизменно неистовый». Исполняя «Twist and Shout», писал Кон, Леннон «впадал в полную бессвязность». Когда The Beatles записывали «Twist and Shout», заключительную песню во время длительной однодневной сессии, которая была включена в дебютный альбом группы 1963 года, Please Please Me, Леннон был близок к тому, чтобы вовсе сорвать голос, подорванный простудой. Музыкант вспоминал: «Я не мог петь эту дикую вещь, я просто орал». По словам биографа Барри Майлза, «Леннон практически порвал свои голосовые связки ради рок-н-ролла». Продюсер The Beatles Джордж Мартин рассказывал, что Леннон «имел врожденную неприязнь к собственному голосу, которая была выше моего понимания. Он постоянно говорил мне: „Сделай что-нибудь с моим голосом! … обработай его каким-нибудь [эффектом]. … Пусть он зазвучит по-другому“». Мартин потакал музыканту, часто используя наложения дабл-трекинга и другие технологические инновации.

По мере перехода Леннона от The Beatles к сольному творчеству, его вокал обрастал всё более широким спектром оттенков для выражения. Биограф Крис Грегори пишет, что музыкант, создавая менее поверхностные, более содержательные песни, «начал обнажать свои комплексы в ряде акустических „исповедальных“ баллад и тем самым начал „общественную терапию“, которая в конечном счёте завершилась утробным криком в духе „Cold Turkey“ и катарсисом в виде „John Lennon/Plastic Ono Band“». По мнению музыкального критика Роберта Кристгау, «наиболее запоминающиеся вокальные номера Леннона — будь то душераздирающий крик или жалобные всхлипывания — модулируются электронными инструментами. Голос Джона отзывается эхом, ретушируется, дублируется». Дэвид Стюарт Райан отмечает, что вокал Леннона варьируется от «крайней уязвимости, чувствительности и даже наивности» до жёсткого «скрипучего» стиля. Винер тоже подчёркивает контрастность в его голосе, отмечая, что голос певца, сперва приглушённый и мягкий, «вскоре почти трескается от отчаяния». Музыкальный историк Бен Уриш вспоминает, как услышал по радио исполнение The Beatles песни «This Boy» на «Шоу Эда Салливана» через несколько дней после убийства музыканта: «Когда вокал Леннона достиг своего пика … было очень больно слышать, как он кричит с таким надрывом и эмоциями. Но в его голосе я слышал свои эмоции. Как и всегда».

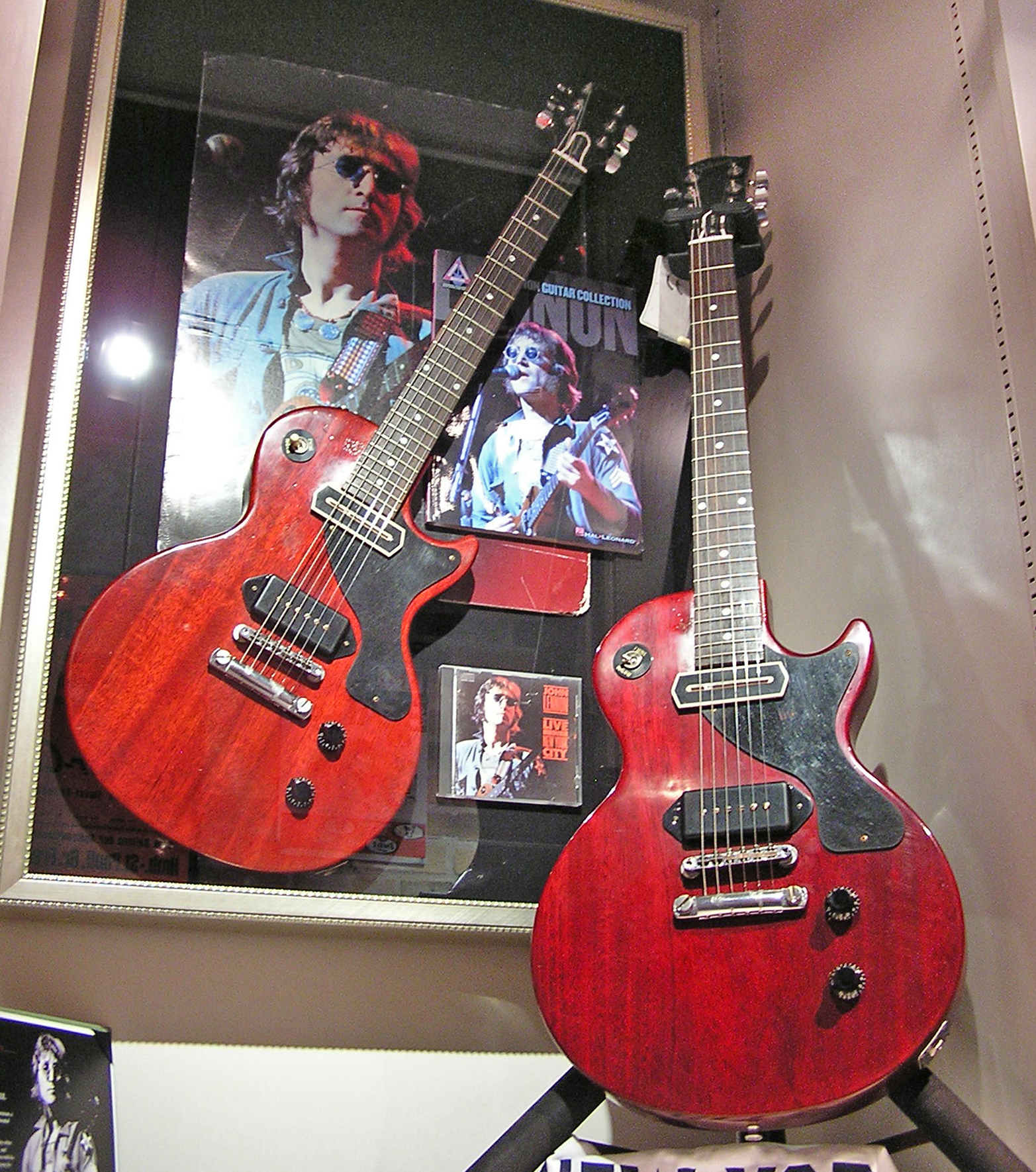
Гитары Джона Леннона марки Gibson Les Paul Junior

### Музыкальная аппаратура
Однажды, когда Леннон ехал на автобусе к своему кузену в Шотландию, его игра на детской губной гармошке настолько понравилась водителю, что тот пообещал подарить мальчику более дорогой инструмент, который ранее забыл один из его пассажиров, если на следующий день он приедет за ним в эдинбургское автобусное депо. Профессиональный инструмент быстро заменил Леннону игрушку. Он продолжал играть на губной гармошке, часто используя её в гамбургский период The Beatles, и она стала одной из отличительных черт ранних записей коллектива. Мать Леннона научила его играть на банджо, а позже купила акустическую гитару. В 16 лет он стал ритм-гитаристом группы The Quarrymen.
За время своего творческого пути Леннон сменил несколько моделей электрогитар, отдавая предпочтение Rickenbacker 325, Epiphone Casino и Gibson J-160E, а также Gibson Les Paul Junior в начале сольной карьеры. Продюсер альбома Double Fantasy Джек Дуглас утверждал, что ещё в составе The Beatles Леннон обычно делал звучание четвёртой струны немного более плоским, чтобы тётя Мими могла на слух определить его гитару. Иногда Леннон играл на шестиструнном басу Fender Bass VI, отметившись на нём в некоторых песнях The Beatles («Back in the USSR», «The Long and Winding Road», «Helter Skelter»), в которых солировал Маккартни. Ещё одним излюбленным инструментом Леннона было фортепиано, для которого музыкант написал много песен, в том числе «Imagine», считающуюся его самой известной сольной работой. Во время его импровизации на этом инструменте, при участии Пола, появилась песня «I Want to Hold Your Hand» — первый большой хит группы в США. В 1964 году Леннон стал одним из первых британских музыкантов, купивших меллотрон, хотя он и не фигурировал на записях The Beatles до выпуска «Strawberry Fields Forever» (1967).

## Наследие

### Значение

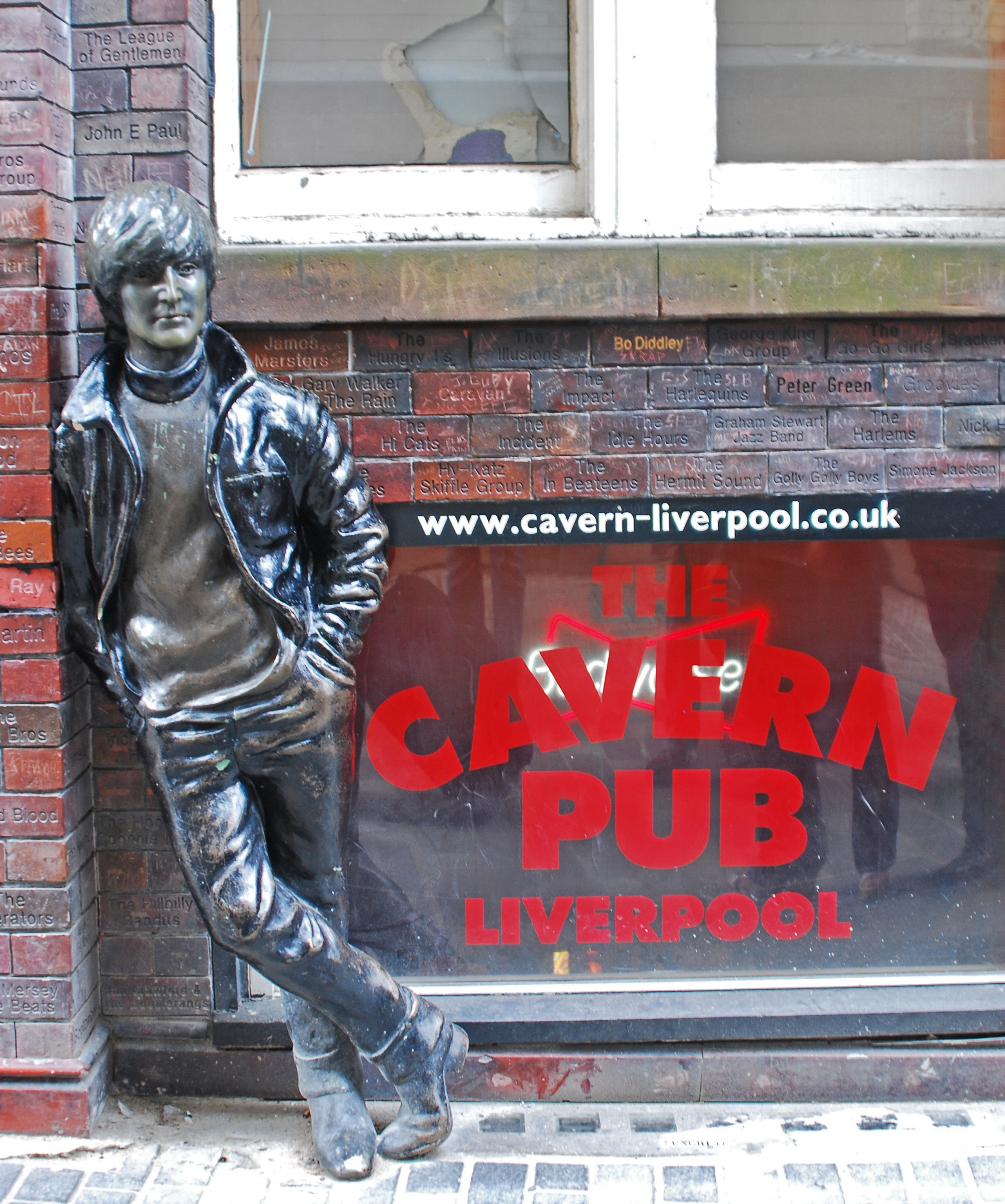
Статуя Джона Леннона у здания музыкального клуба «Пещера»

Историки музыки Скотт Шиндер и Энди Шварц, описывая трансформацию стилей поп-музыки, произошедшую между 1950-ми и 1960-ми годами, отмечали влияние The Beatles, которое невозможно переоценить. По их оценке, группа «произвела революцию в звучании, стиле и отношении к популярной музыке и открыла двери рока и рок-н-ролла для [последующего] наплыва британских рок-групп», а затем в оставшееся время шестидесятых «расширяла стилистические границы рок-музыки». Это мнение разделял публицист Александр Кан из Русской службы Би-би-си, подчёркивая, что «The Beatles, и в первую очередь сам Леннон, оказали огромное влияние на формирование настроения, мировосприятия и даже мировоззрения нескольких поколений» слушателей. Для историков музыки Бена Уриша и Кеннета Билена наиболее значительным достижением Леннона были «автопортреты … [которые] в его песнях обращены к человеческому бытию, высказываются в защиту человеческого бытия, и повествуют о человеческом бытии».
Леннон являлся одной из ключевых фигур контркультуры шестидесятых, оказывая поддержку контркультурному движению. С детства противопоставляя себя своему окружению, по прошествии лет музыкант сформировался в бунтаря против системы. Используя в качестве инструмента преобразования мира сферу искусства, Леннон избрал себе роль «политического художника» и «рупора» левой оппозиции, одного из лидеров антивоенного протеста. Будучи одним из видных лиц эпохи, он «творил революцию духа» посредством своего творчества, выступая против буржуазных ценностей. В статье Джона Винера для газеты The Guardian (2006) отмечалось: «Для молодых людей в 1972 году было волнительно видеть смелость Леннона в противостоянии [президенту США] Никсону. Готовность рисковать своей карьерой и своей жизнью является одной из причин, почему люди до сих пор им восхищаются». Тем не менее некоторые деятели контркультуры относились к музыканту со скепсисом, а некоторые и вовсе ставили под сомнение искренность его позиции.

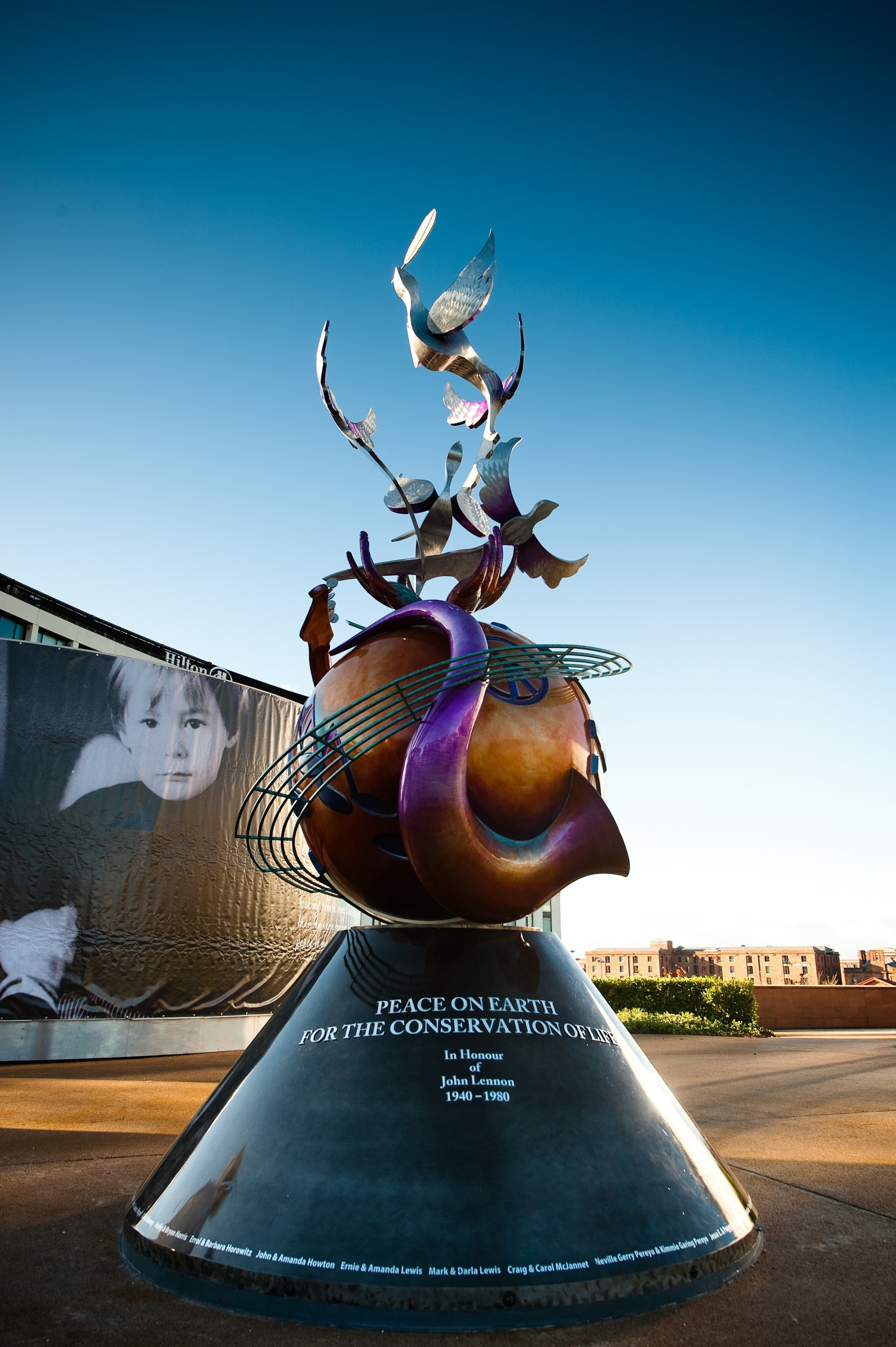
Монумент мира имени Джона Леннона Монумент имени Джона Леннона

### Достижения

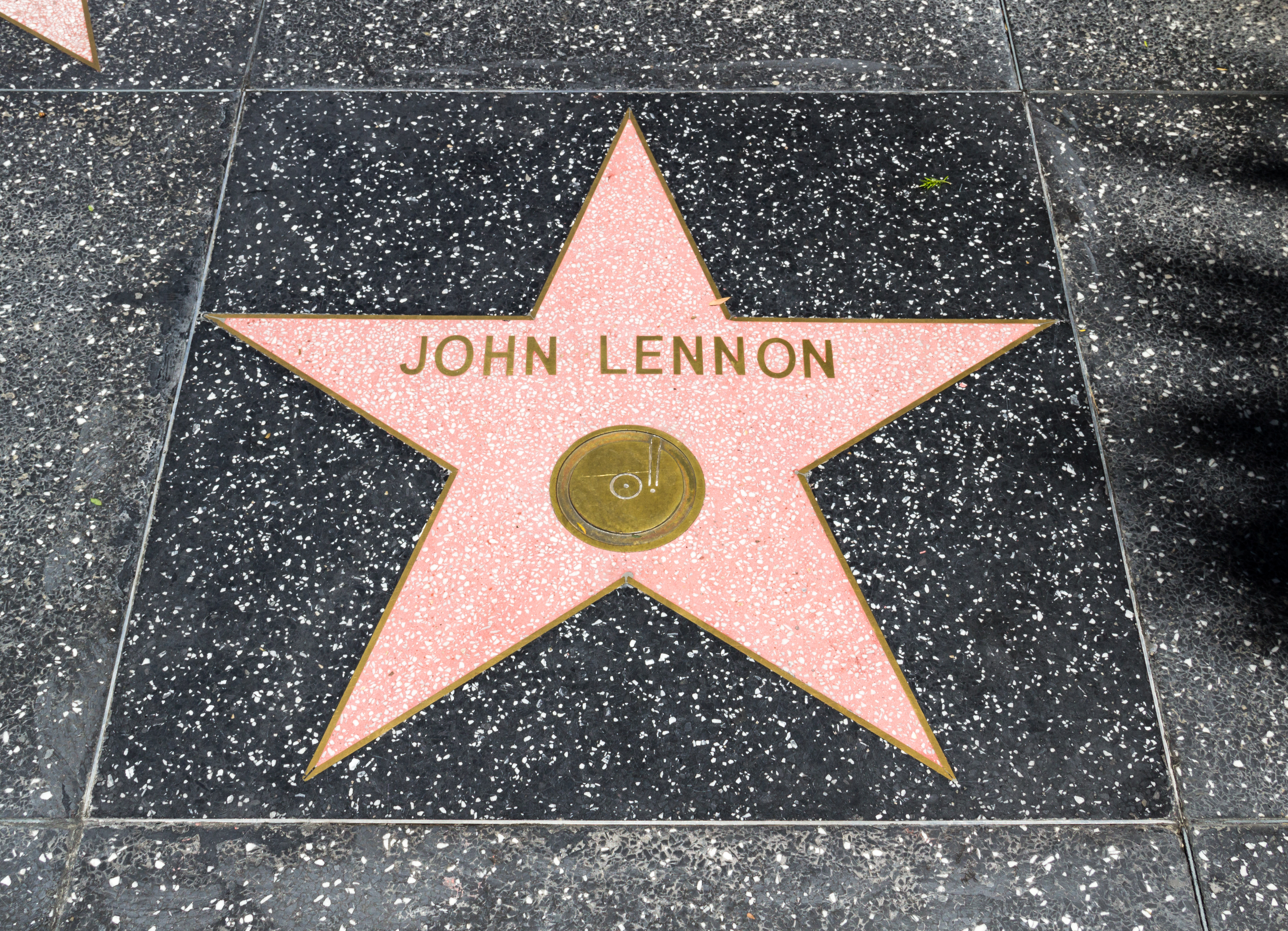
Звезда Джона Леннона на Голливудской аллее славы (Лос-Анджелес, США)

Творческий дуэт Леннона и Маккартни считается одним из самых влиятельных и успешных в XX веке. Как исполнитель, автор или соавтор, Леннон имеет 25 синглов, возглавивших национальный американский хит-парад Billboard Hot 100. Продажи его альбомов в США составляют 14 миллионов копий; тираж Double Fantasy, самой кассовой пластинки музыканта, превысил три миллиона в этой стране. В 1981 году альбом был отмечен премией «Грэмми» в категории «Альбом года». В следующем году экс-битл посмертно стал лауреатом премии BRIT Award за выдающийся вклад в музыку. По итогам опроса «Музыка Тысячелетия» Леннон был признан «самым влиятельным музыкантом» и «лучшим автором песен».
Леннон занял 8-е место в общенациональном опросе телеканала BBC «100 величайших британцев». Музыкант фигурировал в нескольких рейтингах журнала Rolling Stone. Так, американское издание поместило его на пятое месте списка «100 величайших вокалистов всех времён» и на 38-е место аналогичного рейтинга лучших артистов. Альбомы Леннона John Lennon/Plastic Ono Band и Imagine отметились на 85-м и 223-м местах соответственно в списке «500 величайших альбомах всех времен по версии журнала Rolling Stone». В аналогичном рейтинге журнала NME эти же пластинки заняли 133-е и 227-е строчки соответственно. Среди композиций Леннона выделяли «Imagine», которая оказалась на 19-й позиции рейтинга «500 величайших песен всех времён по версии журнала Rolling Stone» и на 476-й в аналогичном списке NME. В списке также фигурировали песни «Number 9 Dream» и «Jealous Guy», занявшие 147-е и 209-е места. В 1965 году, вместе с остальными битлами, он стал кавалером Ордена Британской империи (MBE), однако отказался от медали четыре года спустя. Леннон посмертно стал членом Зала славы авторов песен (1987) и Зала славы рок-н-ролла (1994). Песня «Imagine» победила в опросе, организованном компанией Би-би-си в 1999 году во время Национального месяца поэзии, как лучший текст среди британских песен. В 2012 году Джон Леннон был признан «Иконой NME», победив в голосовании за звание лучшего музыканта последних 60 лет, которое было устроено британским журналом в честь своего 60-летия.

### Память
- «Пятый в квартете» (1994)
- «Двое из нас» (2000)
- «Стать Джоном Ленноном» (2009)
- «Леннон без прикрас» (2010)
- «Yesterday» (2019)
- «Пятый битл» (2024)

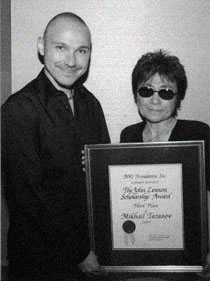
Universal Music Group’s Svoy и Йоко Оно в офисе компании BMI (Нью-Йорк)

Во всём мире по-прежнему чтут память Леннона, музыкант является предметом многочисленных мемориалов и трибьютов. В числе многих исполнителей, признававших влияние The Beatles на их творчество, были Лиам Галлахер и его группа Oasis. Музыкант всегда считал Леннона одним из своих кумиров, а 1999 году назвал своего первенца Ленноном. В 1997 году, при участии Фонда BMI, в память о Джоне Ленноне и его творческом наследии Йоко Оно организовала ежегодную программу музыкальных конкурсов для авторов песен в современных музыкальных жанрах. Более 400 000 долларов было предоставлено в рамках «Стипендий Джона Леннона Фонда BMI» талантливым молодым музыкантам в Соединённых Штатах. Это награда ― одна из самых престижных для молодых авторов песен в США. В 2010 году, к 70-летию музыканта, прошла масштабная кампания по новому выпуску его альбомов. Бокс-сет, подготовленный к релизу под руководством вдовы Леннона Йоко Оно, включал в себя 11 компакт-дисков, куда в числе прочих вошло 13 «домашних» записей исполнителя, ранее не выпускавшихся. В 2013 году Downtown Music Publishing подписала соглашение о публикации на территории США интеллектуальной собственности компаний Lenono Music и Ono Music, где размещены каталоги песен Джона Леннона и Йоко Оно соответственно. По условиям контракта, Downtown будет выпускать такие песни Леннона, как «Imagine», «Instant Karma!», «Jealous Guy», «(Just Like) Starting Over» и другие.
В 1980-х годах здание бывшего софийского нотариата было превращено в Стену Леннона. В настоящее время она является местом памяти не только Джона, но и других известных рок-музыкантов. В 2000 году в кубинской столице был открыт парк имени Джона Леннона, в котором установили памятник музыканту. В том же году в Сайтаме появился музей Леннона, экспозицию которого составляли более 130 предметов. Учреждение было закрыто 30 сентября 2010 года. В 2002 году аэропорт в родном городе музыканта был переименован в Ливерпульский аэропорт имени Джона Леннона, на крыше которого красуется строчка из песни «Imagine» — «Над нами только небо». В столице Болгарии существует улица Леннона. В 2010 году у Стены Леннона в Софии был открыт бюст экс-битла, но через 9 лет он был украден неизвестными. Ещё одна стена, посвящённая Джону Леннону находится в Праге, напротив Французского посольства. В 2010 году, в честь 70-й годовщины музыканта, его бывшая жена Синтия и сын Джулиан открыли Монумент мира имени Джона Леннона в ливерпульском парке Чавасс. Скульптура под названием «Мир и гармония» увенчана пацифистскими символами, а на её пьедестале выгравирована надпись «Мир на Земле во имя сохранения жизни • Памяти Джона Леннона 1940—1980». В том же году в Англии отчеканили памятную монету достоинством в 5 фунтов с изображением музыканта. В 2015 году в Вильнюсе был открыт памятник (бюст) Джона Леннона. Памяти бывшего битла неоднократно отдавали дань представители науки: именем музыканта был назван кратер на Меркурии, астероид («(4147) Леннон») и новый вид пауков-птицеедов из семейства Theraphosidae, получивший название Bumba lennoni.
В шотландском Дернессе расположен мемориальный парк имени Джона Леннона, территория которого украшена камнями с высеченным на них текстом из песни «In My Life». Ещё один памятник музыканту расположен на острове Видей (Исландия), он представляет собой массивный 10-метровый колодец с 15 прожекторами. Внутри конструкции высечено слово «Imagine» на 24 языках, отражающее универсальный характер пацифистского послания Леннона. Имя бывшего битла носят более десяти улиц по всему миру, две из них расположены на Украине — во Львове и в селе Калины (переименовали из улицы Ленина). Один из самых известных битломанов СССР и России Коля Васин создал в своей квартире крупнейший в стране музей группы The Beatles и учредил «Храм любви, мира и музыки имени Джона Леннона», расположенный в Санкт-Петербурге.

Памятники
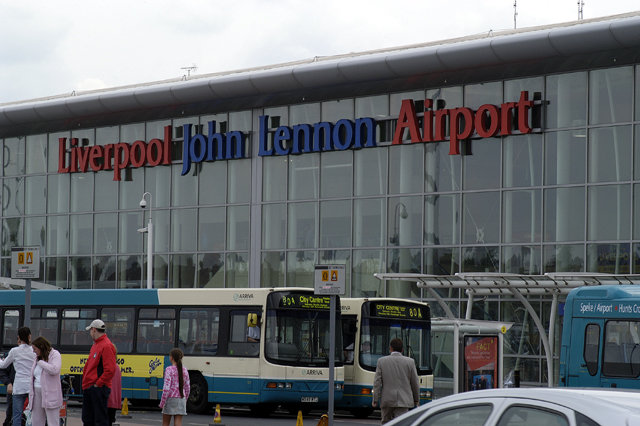
Терминал Ливерпульского аэропорта имени Джона Леннона
Вход в здание «Дакота», 72-я улица (West), Манхэттен, где в 1973—1980 годах жил Джон Леннон
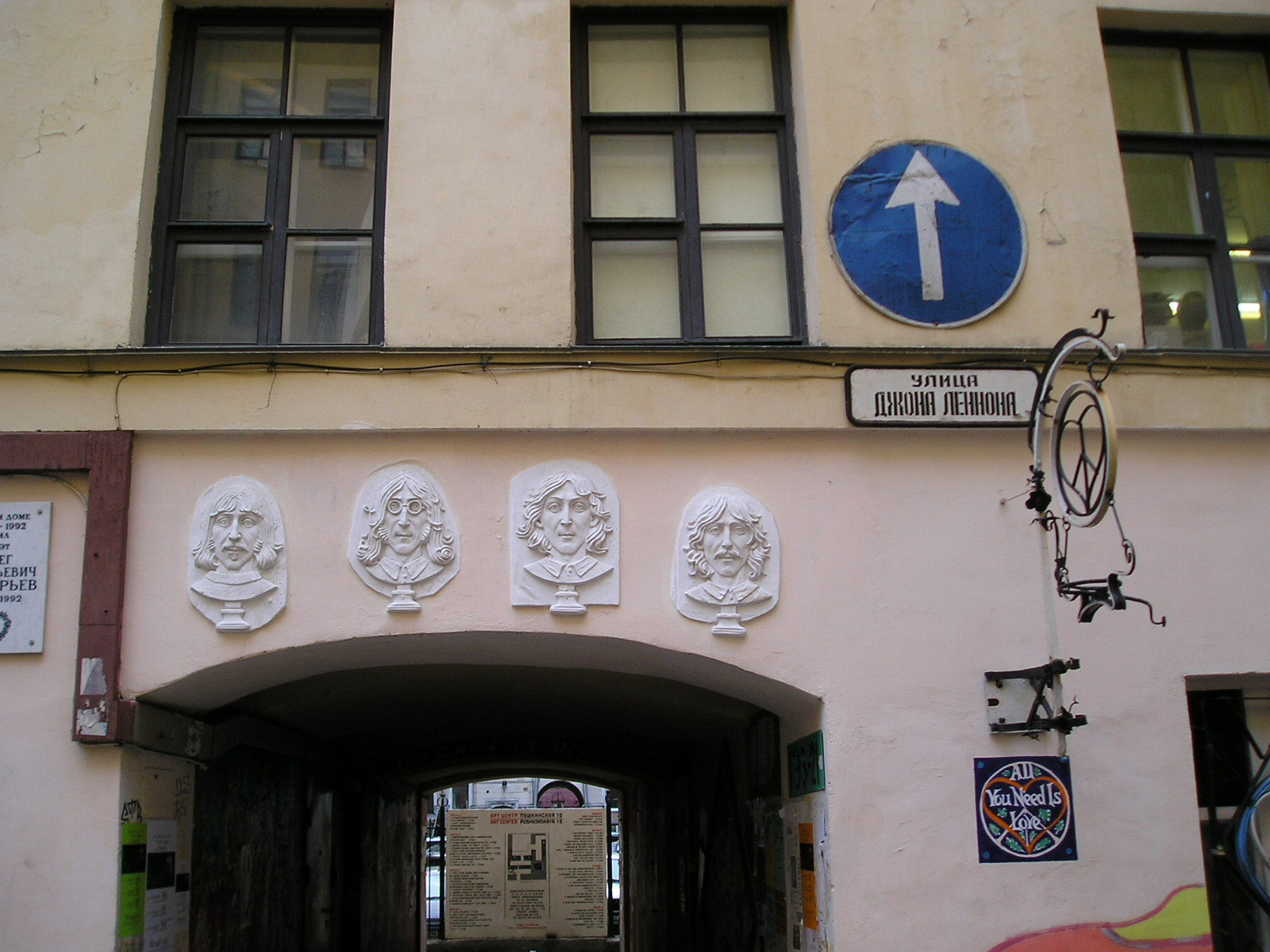
«Улица Джона Леннона» в Санкт-Петербурге
Памятник Джону Леннону в Могилёв-Подольском (Украина)
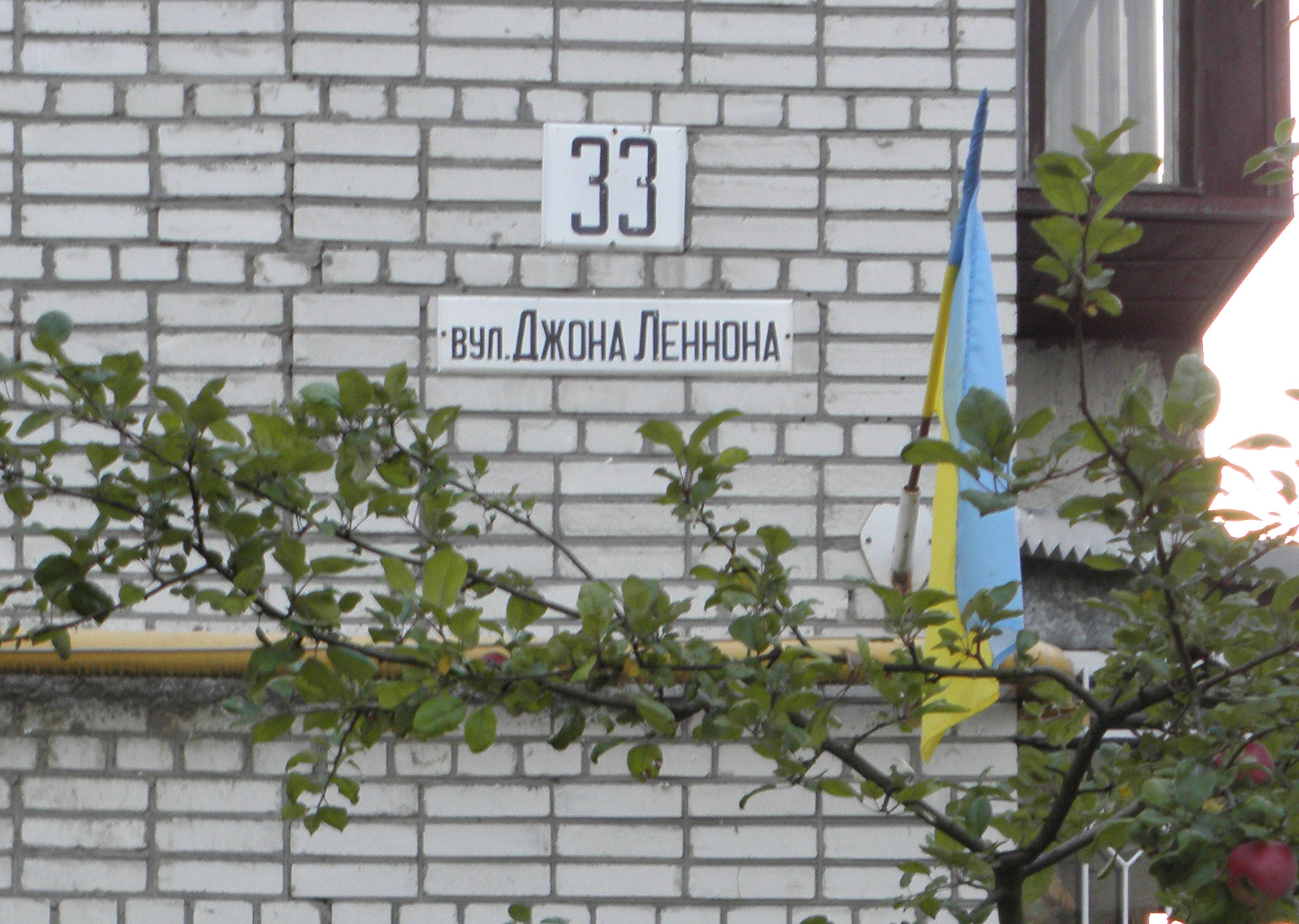
Улица Джона Леннона во Львове

Почтовые марки и монеты
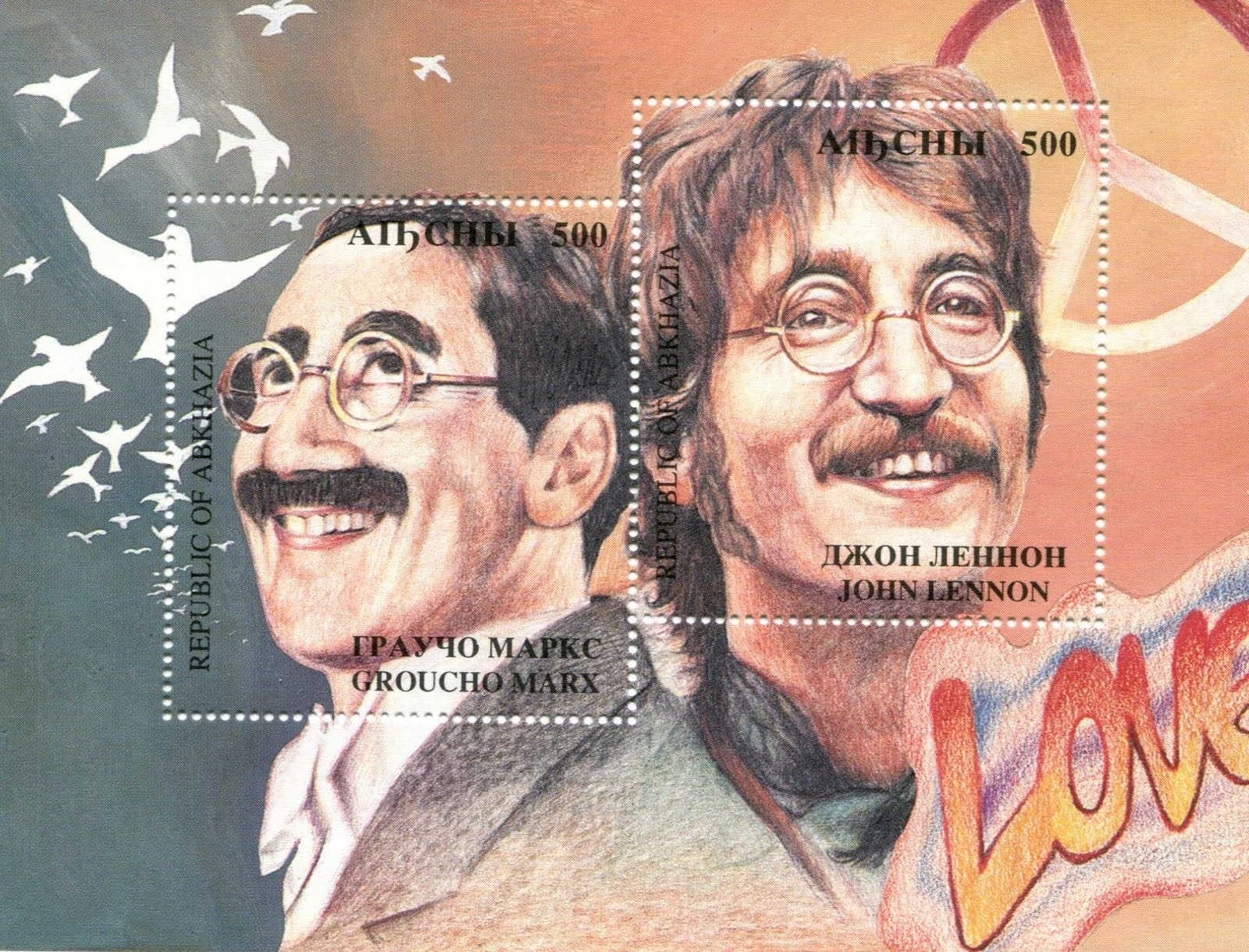
Почтовый блок «Маркс — Леннон»: пародия на марксизм-ленинизм (Абхазия, 1994 год)
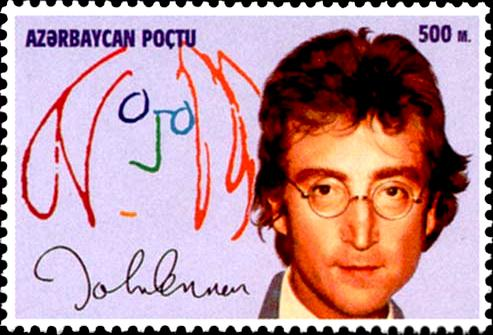
На почтовой марке (Азербайджан, 1995 год)
Памятная монета с изображением Леннона

## Дискография

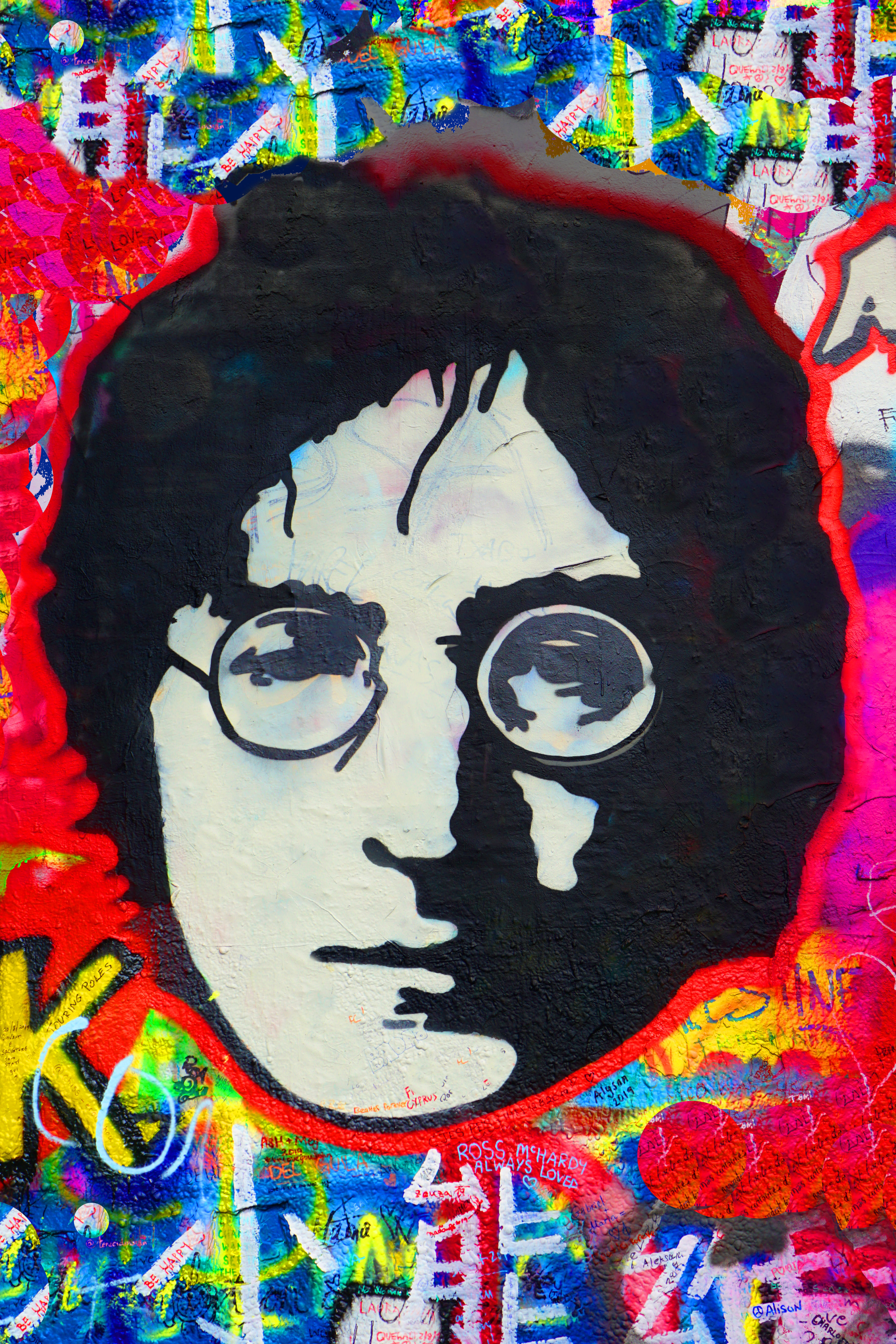
Изображение Джона Леннона на посвящённой ему стене в Праге

Согласно данным портала Discogs:

#### Сольные альбомы
- John Lennon/Plastic Ono Band (Apple, 1970)
- Imagine (Apple, 1971)
- Mind Games (Apple, 1973)
- Walls and Bridges (Apple, 1974)
- Rock ’n’ Roll (Apple, 1975)

#### Совместно с Йоко Оно
- Unfinished Music No.1: Two Virgins (Apple, 1968)
- Unfinished Music No.2: Life with the Lions (Zapple, 1969)
- Wedding Album (Apple, 1969)
- Yoko Ono/Plastic Ono Band (Apple, 1970)
- Some Time in New York City (Apple, 1972)
- Double Fantasy (Geffen, 1980)

#### Посмертные релизы
- Milk and Honey (Polydor, 1984)

## Фильмография

### Фильмы
| Год  | Название                                               | Оригинальное название                                 | Роль                                             | Примечания                                                              |
| ---- | ------------------------------------------------------ | ----------------------------------------------------- | ------------------------------------------------ | ----------------------------------------------------------------------- |
| 1964 | Вечер трудного дня                                     | A Hard Day’s Night                                    | В роли самого себя                               |                                                                         |
| 1965 | На помощь!                                             | Help!                                                 | В роли самого себя                               |                                                                         |
| 1967 | № 4                                                    | № 4 (Bottoms)                                         | В роли самого себя                               | Документальный фильм                                                    |
| 1967 | Как я выиграл войну                                    | How I Won the War                                     | Грипвид                                          |                                                                         |
| 1967 | Волшебное таинственное путешествие                     | Magical Mystery Tour                                  | В роли самого себя / Продавец билетов / Фокусник | Также рассказчик, сценарист и режиссёр (продюсер в титрах не указан)    |
| 1967 | Pink Floyd: Лондон '66-'67                             | Pink Floyd: London '66-'67                            | В роли самого себя (в титрах не указан)          | Документальная короткометражка                                          |
| 1968 | Жёлтая подводная лодка                                 | Yellow Submarine                                      | В роли самого себя                               | Камео в конце фильма                                                    |
| 1968 | Два девственника                                       | Two Virgins                                           | В роли самого себя                               | Короткометражный фильм, сценарист, продюсер, режиссёр                   |
| 1968 | No. 5                                                  | No. 5                                                 | В роли самого себя                               | Короткометражный фильм, сценарист, продюсер, режиссёр                   |
| 1969 | В постели за мир                                       | Bed Peace                                             | В роли самого себя                               | Сценарист, продюсер, режиссёр                                           |
| 1969 | Медовый месяц                                          | Honeymoon                                             | В роли самого себя                               | Сценарист, продюсер, режиссёр                                           |
| 1969 | Автопортрет                                            | Self-Portrait                                         | В роли самого себя                               | Короткометражный фильм, сценарист, продюсер, режиссёр                   |
| 1969 | Уолден (Дневники, заметки и зарисовки)                 | Walden (Diaries, Notes, and Sketches)                 | В роли самого себя                               | Документальный фильм                                                    |
| 1969 | Мухаммед Али, Величайший                               | Muhammad Ali, the Greatest                            | В роли самого себя                               | Документальный фильм                                                    |
| 1970 | Апофеоз                                                | Apotheosis                                            | В роли самого себя                               | Короткометражный фильм, сценарист, продюсер, режиссёр                   |
| 1970 | Пусть будет так                                        | Let It Be                                             | В роли самого себя                               | Документальный фильм (исполнительный продюсер — в качестве The Beatles) |
| 1970 | Муха                                                   | Fly                                                   | н/д                                              | Короткометражный фильм, сценарист, продюсер, режиссёр                   |
| 1970 | Свобода                                                | Freedom                                               | н/д                                              | Короткометражный фильм, композитор, сценарист, продюсер, режиссёр       |
| 1970 | 3 дня из жизни                                         | 3 Days in the Life                                    | В роли самого себя                               | Документальный фильм                                                    |
| 1971 | Дышим вместе: Революция Электрической семьи            | Breathing Together: Revolution of the Electric Family | В роли самого себя                               | Документальный фильм                                                    |
| 1971 | Поднимите ваши ноги, навечно                           | Up Your Legs Forever                                  | н/д                                              | Продюсер, режиссёр                                                      |
| 1971 | Эрекция                                                | Erection                                              | н/д                                              | Короткометражный фильм, продюсер, режиссёр                              |
| 1971 | Часы                                                   | Clock                                                 | В роли самого себя / певец                       | Композитор, Сценарист, продюсер, режиссёр                               |
| 1971 | Милый Торонто                                          | Sweet Toronto                                         | В роли самого себя                               | Концертный фильм                                                        |
| 1971 | Выставка Музея Современного Искусства                  | The Museum of Modern Art Show                         | В роли самого себя                               | Документальная короткометражка                                          |
| 1972 | Десять на двоих: Митинг за освобождение Джона Синклера | Ten for Two: The John Sinclair Freedom Rally          | В роли самого себя                               | Документальный фильм                                                    |
| 1972 | Съешь документ                                         | Eat the Document                                      | В роли самого себя                               | Документальный фильм                                                    |
| 1976 | Девушки из Челси с Энди Уорхолом                       | Chelsea Girls with Andy Warhol                        | В роли самого себя                               | Документальный фильм                                                    |
| 1977 | День, когда умерла музыка                              | The Day the Music Died                                | В роли самого себя                               | Документальный фильм                                                    |
| 1982 | Полная история The Beatles                             | The Compleat Beatles                                  | В роли самого себя                               | Документальный фильм                                                    |
| 1988 | Представь себе: Джон Леннон                            | Imagine: John Lennon                                  | В роли самого себя                               | Документальный фильм                                                    |
| 1990 | The Beatles. Первый приезд в США                       | The Beatles: The First U.S. Visit                     | В роли самого себя                               | Документальный фильм                                                    |
| 1996 | Рок-н-ролльный цирк «Роллинг Стоунз»                   | The Rolling Stones Rock and Roll Circus               | В роли самого себя                               | Концертный фильм, снятый в 1968 году                                    |
| 2003 | Леннон — легенда. Лучшее                               | Lennon Legend: The Very Best of John Lennon           | В роли самого себя                               | Отреставрированная коллекция видеоклипов                                |
| 2006 | США против Джона Леннона                               | The U.S. vs. John Lennon                              | В роли самого себя                               | Документальный фильм                                                    |
| 2006 | Джон и Йоко: Подарите миру песню                       | John & Yoko: Give Peace a Song                        | В роли самого себя                               | Документальный фильм                                                    |
| 2007 | Я встретил моржа                                       | I Met the Walrus                                      | В роли самого себя (голос)                       | Короткометражный фильм, снятый в 1969 году                              |
| 2008 | Теперь вместе                                          | All Together Now                                      | В роли самого себя                               | Документальный фильм                                                    |
| 2010 | Леннон в Нью-Йорке                                     | LennoNYC                                              | В роли самого себя                               | Документальный фильм                                                    |
| 2016 | Битлз: Восемь дней в неделю                            | The Beatles: Eight Days a Week                        | В роли самого себя                               | Документальный фильм                                                    |
| 2021 | Битлз: Вернись                                         | The Beatles: Get Back                                 | В роли самого себя                               | Документальный фильм                                                    |

### Телевидение
| Год     | Название                                                          | Оригинальное название                                       | Роль                      | Примечания                                                   |
| ------- | ----------------------------------------------------------------- | ----------------------------------------------------------- | ------------------------- | ------------------------------------------------------------ |
| 1963-64 | На старт, внимание, марш!                                         | Ready Steady Go!                                            | В роли самого себя        | Музыкальная телепрограмма, 4 эпизода                         |
| 1964    | Вокруг The Beatles                                                | Around the Beatles                                          | В роли самого себя        | Концертный фильм (специальный телевыпуск)                    |
| 1964    | The Beatles. Первый приезд в США                                  | What’s Happening! The Beatles in the U.S.A.                 | В роли самого себя        | Документальный фильм                                         |
| 1964-65 | Шоу Эда Салливана                                                 | The Ed Sullivan Show                                        | В роли самого себя        | Варьете-шоу, 4 эпизода                                       |
| 1965    | Музыка Леннона и Маккартни                                        | The Music of Lennon & McCartney                             | В роли самого себя        | Варьете-трибьют                                              |
| 1965-66 | Не только, но также                                               | Not Only… But Also                                          | Сотрудник туалета / гость | Эпизоды: «Episode #1.1» (1965) и «Christmas Special» (1966)  |
| 1966    | The Beatles на стадионе Ши                                        | The Beatles at Shea Stadium                                 | В роли самого себя        | Концертный фильм (специальный телевыпуск)                    |
| 1966    | The Beatles в Японии                                              | The Beatles in Japan                                        | В роли самого себя        | Концертный фильм (специальный телевыпуск)                    |
| 1969    | Изнасилование                                                     | Rape                                                        | В роли самого себя        | Драма/триллер, звук, монтажёр, сценарист, продюсер, режиссёр |
| 1971-72 | Шоу Дика Каветта                                                  | The Dick Cavett Show                                        | В роли самого себя        | Ток-шоу, 3 эпизода                                           |
| 1972    | Концерт Джона Леннона и Йоко Оно «One-to-One Concert»             | John Lennon and Yoko Ono Present the One-to-One Concert     | В роли самого себя        | Концертный фильм (специальный телевыпуск)                    |
| 1972    | Представь себе                                                    | Imagine                                                     | В роли самого себя        | Музыкальный телефильм                                        |
| 1975    | В честь The Beatles: Жили-были…                                   | A Salute to the Beatles: Once upon a Time                   | В роли самого себя        | Документальный фильм                                         |
| 1977    | Всё, что вам нужно, это любовь: История популярной музыки         | All You Need Is Love: The Story of Popular Music            | В роли самого себя        | Документальный мини-сериал                                   |
| 1987    | Это было двадцать лет назад, словно сегодня                       | It Was Twenty Years Ago Today                               | В роли самого себя        | Документальный фильм                                         |
| 1995    | Антология The Beatles                                             | The Beatles Anthology                                       | В роли самого себя        | Документальный мини-сериал                                   |
| 2000    | Дай мне немножко правды: Создание альбома «Imagine» Джона Леннона | Gimme Some Truth: The Making of John Lennon’s Imagine Album | В роли самого себя        | Документальный фильм                                         |
| 2000    | Год мира Джона и Йоко                                             | John & Yoko’s Year of Peace                                 | В роли самого себя        | Документальный фильм                                         |
| 2008    | Classic Albums: John Lennon/Plastic Ono Band                      | Classic Albums: John Lennon/Plastic Ono Band                | В роли самого себя        | Документальный фильм                                         |
| 2018    | Джон и Йоко: Над нами только небо                                 | John & Yoko: Above Us Only Sky                              | В роли самого себя        | Документальный фильм                                         |